# Византийский город

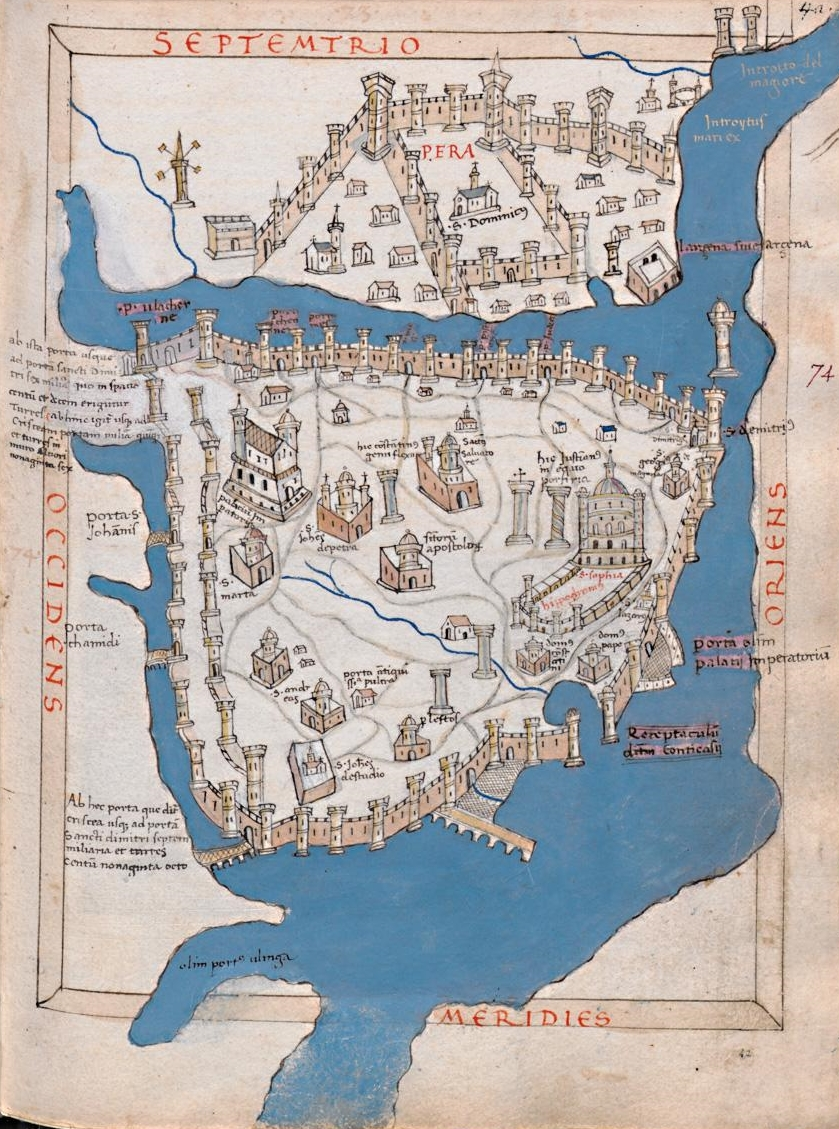
Карта Константинополя работы Кристофоро Буондельмонти, 1420 год

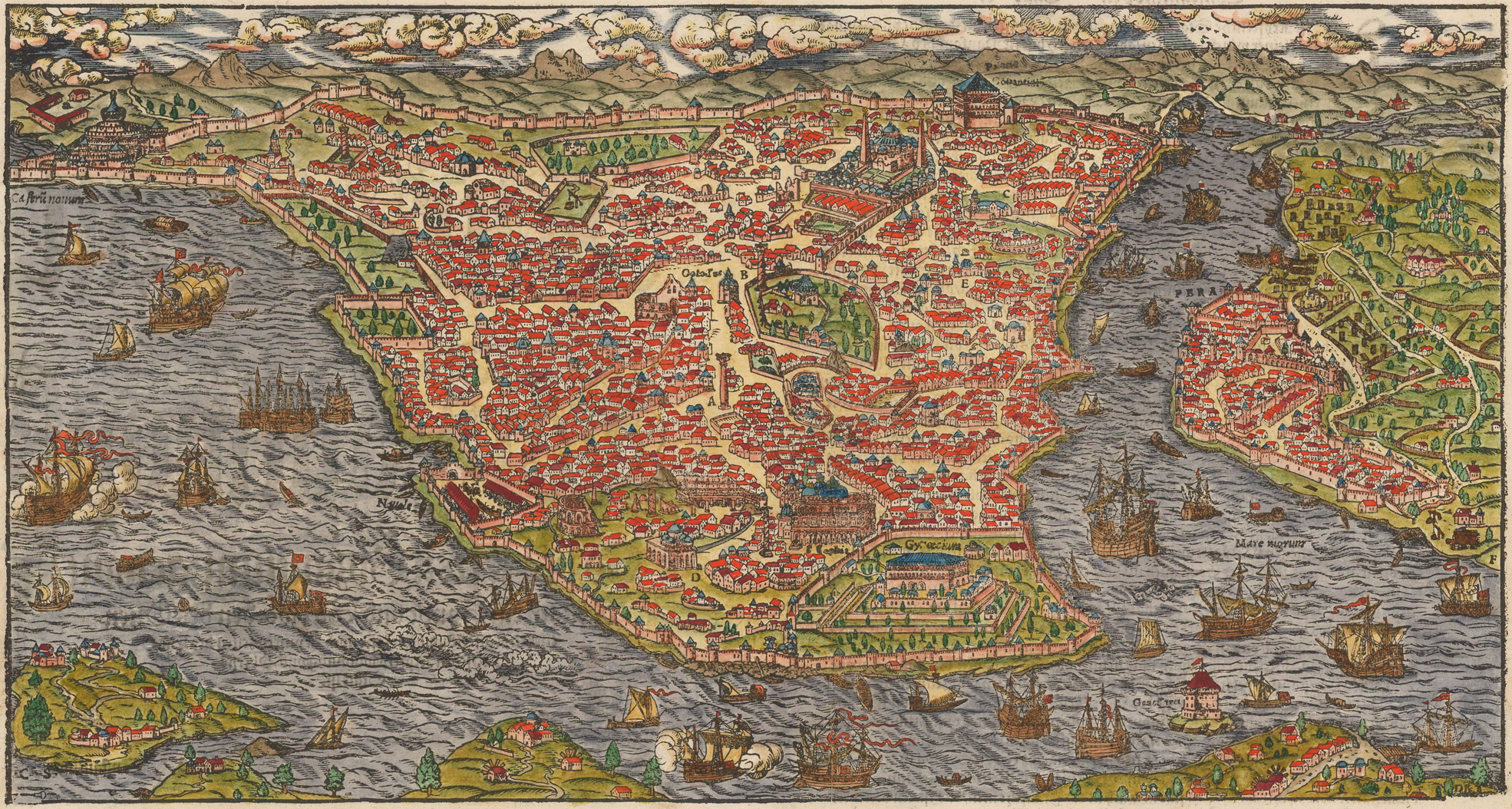
Изображение Константинополя из «Космография (Себастиан Мюнстер)» Себастиана Мюнстера, 1544 год

Города в Византии являлись центрами экономической и культурной жизни. Значительная часть городов, которых к VI веку насчитывалось более 900, была основана в период греческой и римской античности. Крупнейшими из них были Константинополь, Александрия и Антиохия с населением в несколько сотен тысяч человек. В крупных провинциальных центрах проживало до 50 000 человек. Хотя распространение христианства негативно сказалось на городских институтах, в целом позднеантичные города продолжали непрерывно развиваться. Византия оставалась империей городов, хотя городское пространство сильно изменилось. Если римский город был местом отправления языческих культов и проведения спортивных мероприятий, театральных представлений и гонок колесниц, резиденцией чиновников и судей, то византийский был прежде всего религиозным центром, где находилась резиденция епископа.
В истории византийских городов выделяют две основные фазы: начиная с правления Константина Великого (306—337) до конца Поздней Античности и с IX века до разрушения Византийского государства в 1453 году. Границы находящихся между ними «Тёмных веков», периода упадка городов как центров торговли и ремесла, являются предметом дискуссии, как и вопрос о непрерывности существования городов. Типичный город «Тёмных веков» сократился до небольшой укреплённой части, захватывающей некоторые из общественных сооружений; ранее существовавшая планировка игнорировалась. Здания в пределах стен в основном были разрушены и использовались в качестве источника строительных материалов. Восстановление городов началось в IX веке и продолжалось в Малой Азии до XI века и в Греции до XII века. Размер городов так и не достиг прежних значений, но экономическая активность оживилась. Архитектурными доминантами стали фортификационные сооружения и церкви. В последний период существования империи, с ослаблением центральной власти, города переживали новый расцвет. Как правило, поздневизантийский город включал крепость — кастрон, где находились дворцы правителей и епископа, и нижний город — эмпорий, где жили простые горожане и иностранцы.

## Состояние источников
Изучение византийских городов сопряжено со значительными трудностями в силу фрагментарности археологических, нарративных и эпиграфических источников. Территория многих городов была непрерывно заселена, поэтому культурные слои византийской эпохи зачастую полностью или частично разрушены до проведения исследований. В некоторых случаях так получилось непреднамеренно, в результате хозяйственной деятельности населения, в других случаях — намеренно, как в Афинах, где археологи считали более важным раскопать античные слои. По различным причинам, прежде всего из-за наличия современных построек, значительная часть византийских городов не изучалась археологами. В греческих городах раскопки часто проводятся фрагментарно и случайно при проведении строительных работ. Крайне важны археологические данные для изучения положения городов в византийской Анатолии, для которой сохранилось не очень много письменных источников. Датировку и реконструкцию затрудняют специфические особенности византийского строительства, когда для постройки домов использовались части предшествующих построек.
Письменные источники также чрезвычайно важны, хотя они преимущественно относятся к Константинополю, а фактологическая достоверность нередко сомнительна. Помимо исторических текстов полезны экфрасисы (панегирики городам), военные руководства, официальные документы, правовые памятники и рассказы путешественников. В агиографической литературе развиваются темы несовместимости городской жизни и святости, что позволяет получить ценную информацию о византийской повседневности. Описания городов встречаются во всех жанрах византийской литературы — поэзии, эпиграммах, светских и религиозных речах, эпистолографии и агиографии. Со времён Римской империи энкомии городам строились по определённым правилам. Классическое руководство по написанию таких произведений входит в трактат «О торжественном красноречии» ритора III века Менандра Лаодикейского. Согласно Менандру, похвала городам должна состоять из двух частей — превознесения физических характеристик его расположения и описания достоинств его жителей. В отличие от своего предшественника Элия Аристида, указывавшего на важность указания достоверных сведений, Менандр допускал возможность описания вымышленных достоинств, за отсутствием реальных. Аналогичные рекомендации давались и для описания отдельных частей города. Так, описывая гавань города, следовало давать похвалу её размеру и гармоничности пропорций, а также числу и достоинствам стоящих в ней кораблей. Если город был основан пришлым населением, автор энкомия не должен был указывать в качестве причин основания какие-либо невзгоды, вместо того указывая на желание воспользоваться благами, предоставляемыми прекрасной местностью. Отдельный топос образовывало превознесение красот города (др.-греч. κάλλος). В своих трудах Прокопий Кесарийский находит различные выражения для множества упоминаемых им городов — отмечает превосходящую все города Востока своим великолепием и богатством Антиохию, древнюю славу Рима, или некогда существовавшие в древнем разрушенном городе театр и ипподром. От периода «Тёмных веков» описаний городов не сохранилось, и только с X века византийцы вновь начали создавать энкомии и экфрасисы.

## Византийский город и его «трансформация»

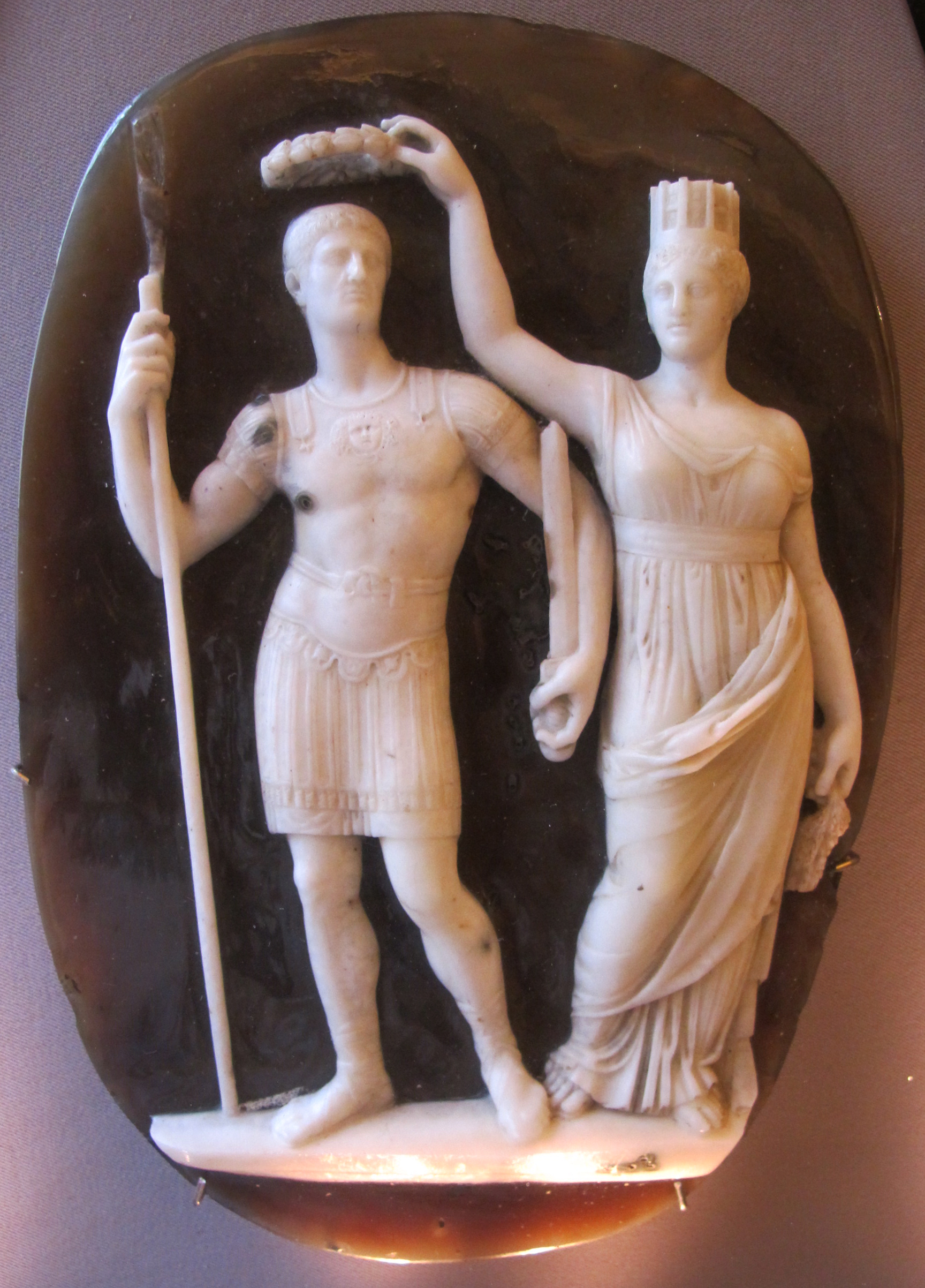
Тюхе Константинополя Константинополя в виде богини Тюхе возлагает венок на голову Константина Великого. Римская камея IV века из собрания Эрмитажа

Как отмечает английский историк Мозес Финли, в науке отсутствует удовлетворительное определение понятия «город», которое можно было бы распространить как на античные Афины, так и на современный Чикаго. Начиная со второй половины XIX века исследователи определяют город преимущественно в экономических терминах, как, например, Вернер Зомбарт, называвший город местом, где жители удовлетворяют свои ежедневные материальные потребности, покупая и продавая товары на местном рынке. Соглашаясь с таким подходом, Макс Вебер наделяет город, в том числе античный, функцией экономического регулирования. Сам Финли и представители школы «Анналов» смещали фокус на другие аспекты древних сообществ: идеологические и культурные ценности элит, технологии, рабство, концентрацию власти.
Согласно широко распространённому мнению, греко-римская цивилизация была «миром городов», и большая часть населения, включая занятых в сельском хозяйстве, жила в общине той или иной формы. Происхождение античных городов было обусловлено политическими и административными причинами. Их главным назначением было служить политическим, религиозным и культурным центром для поселений некоторого сельского региона, образующих в совокупности полис. Согласно Фукидиду, Тесей «упразднил советы и должностных лиц прочих городов и объединил путём синэкизма всех жителей вокруг нынешнего города, учредив один совет и один пританеи», основав таким образом Афины. Согласно Платону и Аристотелю, полисы возникли вследствие неспособности удовлетворить потребности людей в рамках предшествующих автаркических форм, основанных на семейном хозяйстве. С марксовым тезисом о роли разделения труда в выделении городов соглашается немецкий специалист по ранневизантийскому городу Вольфрам Брандес с тем уточнением, что торговля и ремесло были базисом развития города независимо от наличия, и даже доминирования, сельскохозяйственного производства. На возможность иного выделения первичной функции города указывает Джон Хэлдон, отмечающий, что в представлении римлян основной задачей городов (лат. civitas) был сбор и распределение государственных доходов. Эта функция могла реализовываться как в собственно муниципальных центрах некоторых территорий, так и в группе административно объединённых сельских поселений. Во вторую очередь понятие civitas выступало в качестве символа, позволявшего конструировать культурную идентичность своих обитателей. Таким образом, экономическая деятельность в античном городе могла быть вторичным феноменом, проявившимся благодаря локализации в нём административных функций.
Византийцы обозначали населённые пункты множеством различных слов, смысл которых в настоящее время известен лишь приблизительно. Традиционное для византийцев понимание «полиса» как центра церковного управления и местоположения резиденции епископа не удовлетворяет современных историков, пытающихся осуществить деконструкцию терминов. Немецкий византинист Франц Дёльгер обращает внимание на внешние признаки позднеантичного города: наличие стен, ипподрома, партий цирка. Его британский коллега Джон Хэлдон указывает на наличие терминологических сложностей при анализе источников, поскольку в них под полисом может пониматься как процветающий коммерческий центр, так и малозначительное провинциальное поселение с некоторыми административными функциями или укрепление-кастрон, предоставляющее защиту населению. Наконец, византийские авторы могли употребить слово «полис» просто ради демонстрации своего знакомства с античной терминологией. С целью подчеркнуть определённый аспект правового статуса поселения они могли употреблять и иные обозначения, выбор которых определялся контекстом. Феофилакт Симокатта, писавший свою «Историю» в первые годы VII века, мог один и тот же населённый пункт в различных обстоятельствах назвать «полисом», городком-«полисмой» или фортом-«фрурионом». Крупные сельские поселения, обладающие значительным населением, некоторыми городскими институтами, но не правами, назывались комополисами (др.-греч. κωμόπολις).
Рассмотрение различных типов поселений в динамике затруднительно в силу недостаточности и неоднородности имеющихся данных. Значительная полемика связана с определением соотношения понятий «полис» и «кастрон», различие между которыми в источниках не достаточно прояснено. Несмотря на фортификационные коннотации последнего, в средневизантийский период они нередко использовались взаимозаменяемо, что дало некоторым исследователям ставить вопрос о «переходе от полиса к кастрону». Как утверждает британский археолог Арчибальд Данн (Archibald Dunn), они существенно не сбалансированы с точки зрения географического, хронологического, тематического и общеметодологического охвата. Прежде всего, не одинакова степень изученности городов различных частей империи: для Анатолии, Сирии, Палестины и Трансиордании она выше, для Балкан ниже. В тематическом отношении более изучены «гражданские» поселения, но в контексте зоны позднеантичного лимеса внимание уделяется преимущественно крепостям. Под методологическим дисбалансом Данн понимает отказ от использования одними историками археологических и топографических данных ради осуществления анализа общего «трансформации» античных городов в политико-административном отношении, и углубление в изучение региональной трансформационной динамики столетие за столетием, другими. Для разрешения затруднений Данн предлагает использовать верхнеуровневую категоризацию особенностей поселений в разрезе «гражданский»/«негражданский» и «городской»/«негородской». В его толковании, «гражданская» и «городская» ипостаси городов исчезли в период «Тёмных веков», первая навсегда, вторая временно. Начиная с IX века слово «кастрон» использовалось всё чаще, обозначая город в повседневном смысле, тогда как за «полисом» сохранилось символическое и архаизирующее значение.

## Историческое развитие

### От античного города к ранневизантийскому

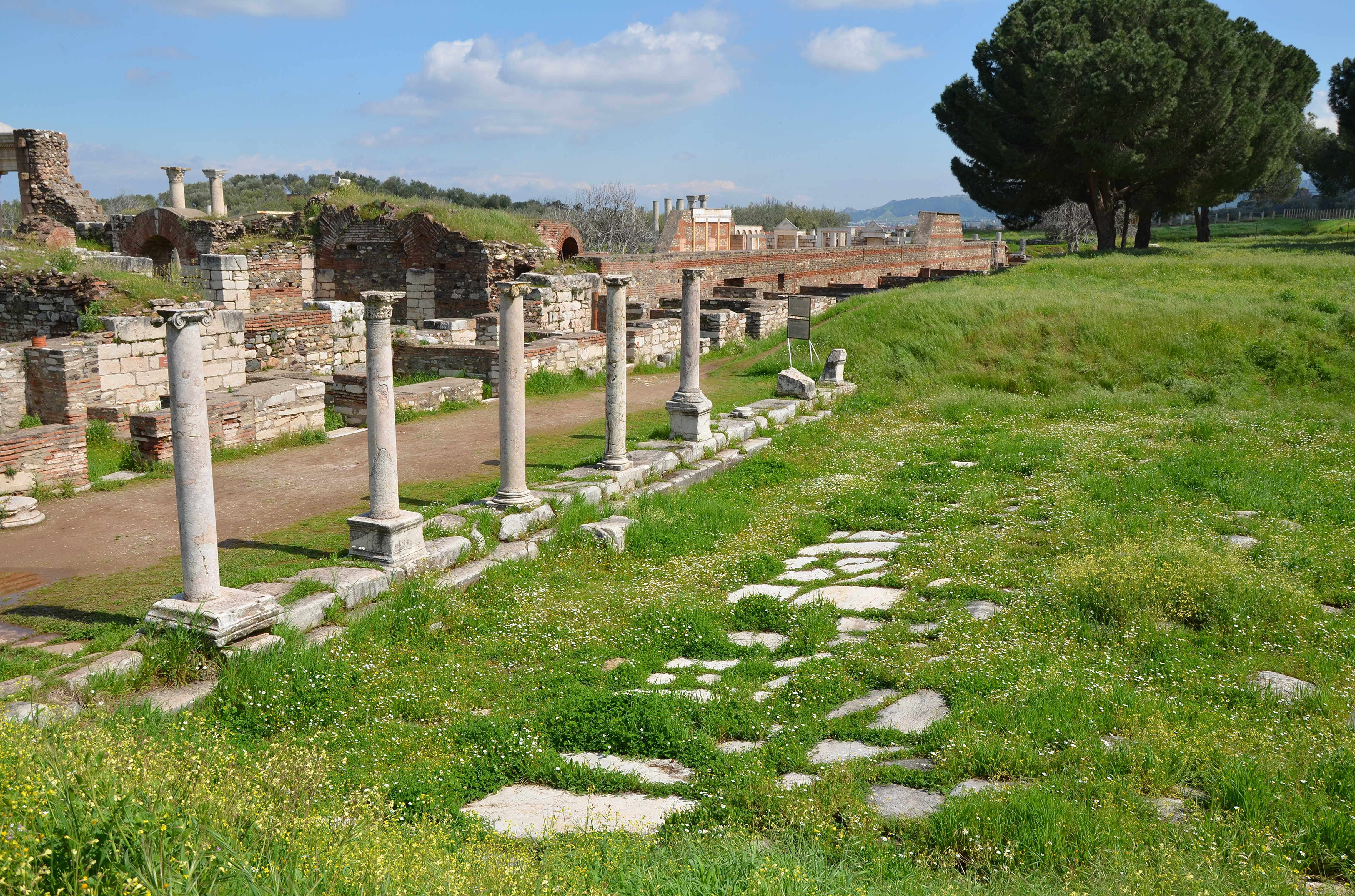
Колоннада на «Мраморной дороге» в Сардах, примыкающая к банно-гимнастическому комплексу

Первый период византийской истории, «протовизантийский» по выражению Поля Лемерля, как правило помещают между IV и серединой VII века. Он считается переходным, и его основные характеристики могут быть описаны в позднеантичной социокультурной парадигме, в основе которой лежал полис с присущими ему особенностями. Французский историк Эвелин Патлажан подчёркивает контраст между внутренней стагнацией городской жизни и внешним процветанием полисов. Впрочем, в пределах обширной территории Римской и Византийской империй развитие происходило различным образом и, например, в Анатолии в течение более, чем 500-летнего римского владычества происходил процесс рурализации.

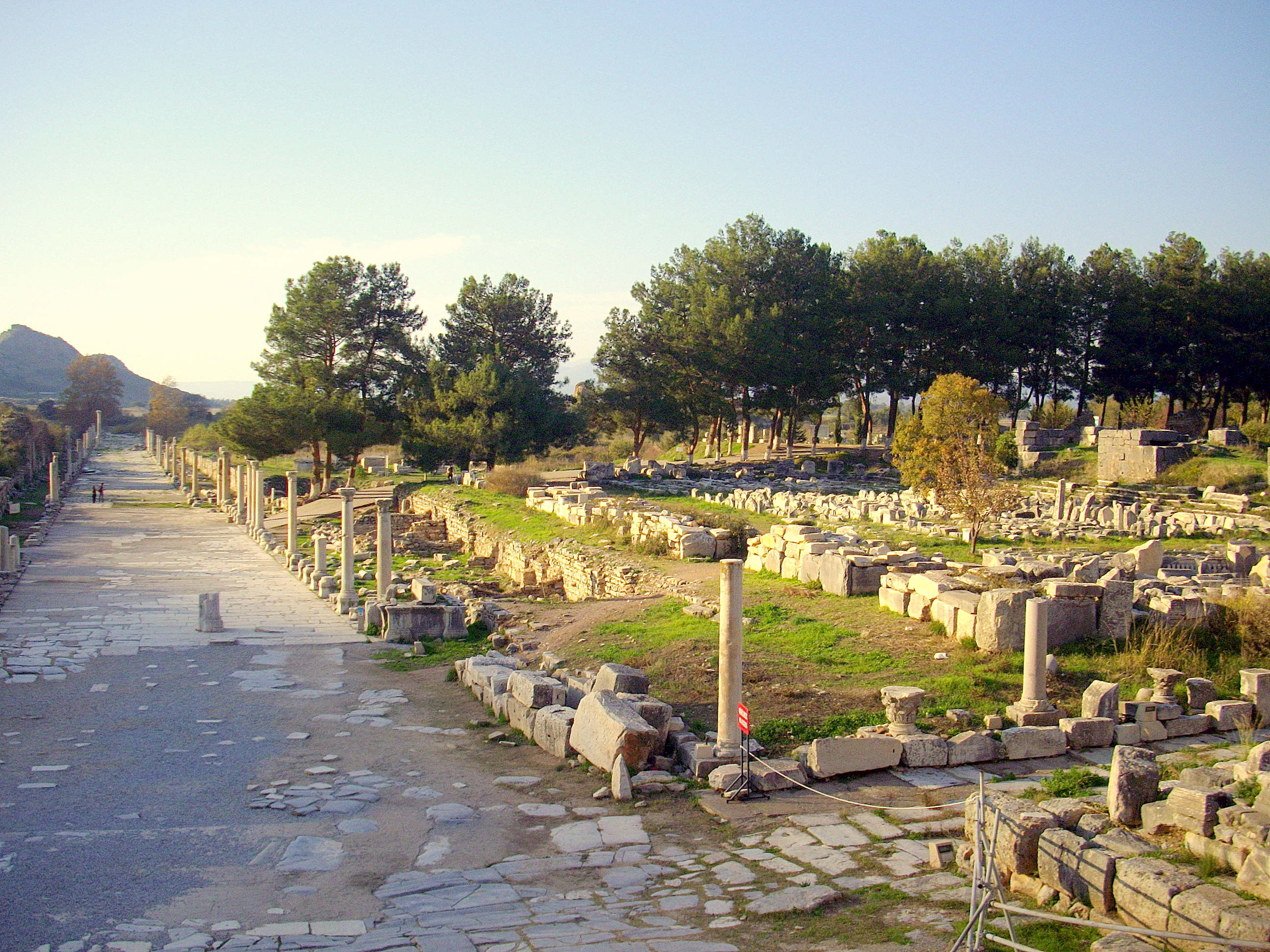
Главная улица Эфеса была названа в честь перестроившего её императора Аркадия (395—408)

Для первого периода выявлено несколько достаточно общих тенденций, определявших облик города. Во-первых, после более, чем полуторавекового перерыва в конце V века возобновилось возведение городских стен. Предыдущая программа фортификации, начавшаяся при императоре Валериане I в середине III века в ответ на вторжения готов и герулов, завершилась около 330 года. Как правило, ранневизантийские стены городов Малой Азии и Балкан датируют правлением императоров Анастасия I (491—518) и Юстиниана I (527—565), однако отсутствие реальной военной угрозы в те годы делает датировку ненадёжной. В современных работах высказывается предположение о том, что стены ряда малоазийских городов могли быть созданы в эпоху династии Феодосия (379—450), когда империи угрожали готы и гунны. Феодосианские стены представляли собой впечатляющие сооружения, окружающие практически полностью жилые районы и снабжённые представительными воротами. Согласно одной из точек зрения, стены обозначали ядро города и служили символом его статуса. Напротив, периметр стен, построенных при Юстиниане и его наследниках, как правило, не позволял защитить весь город. В пользу коротких стен был сделан выбор и в новых крепостях, возведённых после завоевания Северной Африки. Небольшой размер внутреннего города не обязательно указывал на сокращение населения, поскольку большая часть населения жила за их пределами.
Вторая тенденция стала следствием распространения христианства в Римской империи. В 380 году император Феодосий I издал Фессалоникийский эдикт, сделавший никейское православие государственной религией, после чего началось повсеместное церковное строительство. Одновременно начался процесс конфискации и переосвящения языческих храмов, в некоторых частях империи — мирный (например, в Малой Азии), в других — сопровождавшийся ожесточёнными конфликтами, как в Египте. Наконец, практически повсеместно в городах происходило обновление декоративных сооружений, в особенности улиц с колоннадами. Они строились и в римский период, но в Позднюю Античность колоннады стали одним из символов города и в этом качестве отмечаются у многих авторов. Начало интенсивного строительства также относится к феодосианской эпохе. В отличие от фортификаций, новые форумы и улицы появлялись не только в провинциальных столицах, но и в небольших городах. Население Константинополя достигло 400 000 человек, сделав его крупнейшим городом мира, в Антиохии проживало около 200 000 жителей, по 100 000 человек в Александрии и Фессалониках. Немало было городов среднего размера с населением 50 000—100 000 (Апамея, Эфес, Кесария и Иерусалим). Многие провинциальные столицы насчитывали 15 000—50 000. Были и крупные деревни, как, например, Афродитополь с приблизительно 5000 жителей.
Оживление гражданского градостроительства не было продолжительным, и во второй половине V века практически прекратилось. Финансирование стало в большей степени направляться на постройку новых церквей. В городах Анатолии общественные здания разделялись между мелкими лавками или преобразовывались в храмы. В некоторых городах процесс начался гораздо раньше. Например, в мавретанском городе Иоле Кесарийском форум был в 420-х годах частично передан недавно построенной церкви, а остальное застроено мелкими лавками. В результате многочисленных землетрясений VI века колоннады разрушались и не восстанавливались. Редкое исключение представляет основанный в архаическую эпоху Милет, где античный городской центр сохранился без существенных повреждений, и только у статуй были аккуратно отбиты гениталии. Города больше не могли позволить себе содержать огромные термы, и они по возможности перестаивались в бани, утратившие функцию места общественных собраний.

### Провал «Тёмных веков»
Среди византинистов считается общепризнанным, что состояние византийского общества в правление императора Ираклия I (610—641) и его потомков, а также в период Исаврийской династии (717—802) существенно отличалось от того, которое было при Юстиниане I или Василии II (976—1025). Два столетия, на которые пришлись тяжёлые войны с Персией в 602—628 годах, осада Константинополя аварами в 626 году и самый тяжёлый этап арабо-византийских войн крайне скудно отражены в источниках. Начиная с первой четверти VII века в городах Византии начался упадок хозяйственной деятельности, что подтверждается нумизматическими и археологическими данными. Ярким показателем является резкое уменьшение количества монет, датируемых периодом «Тёмных веков», что позволяет предполагать прекращение их чеканки в отдельных городах в VIII веке. Значительно уменьшились площадь и население городов. При переходе от классического города к позднеантичному городское пространство значительно изменилось. Здания, не относящиеся к правительственным службам, приходили в запустение или перестраивались. Перестали использоваться гимнасии, театры, колоннады и агора застраивались мелкими пристройками, и даже акведуки переставали функционировать. Главными элементами крупного города стали церкви и торговая площадь. Центральная власть пыталась бороться с проявлениями упадка, но, в долгосрочной перспективе, безуспешно. По мнению британского антиковеда Вольфа Либешюца, прекращение использования по прямому назначению общественных сооружений не означало, что города переставали быть местом сосредоточения населения. Напротив, потребность в новых постройках указывает на увеличившуюся потребность в домах и магазинах. Сужение общественного пространства, ставшее следствием прекращения использования античных общественных сооружений, по теории Александра Каждана, привело к исчезновении у византийцев публичной общественной жизни, место которой заняла нуклеарная семья.

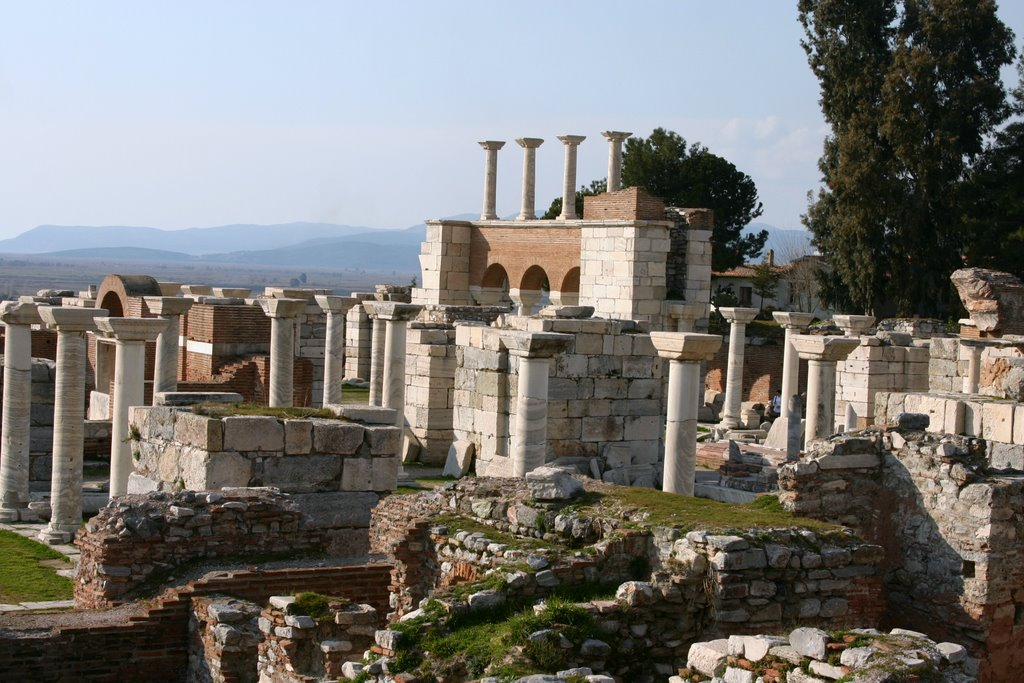
Развалины Базилика Святого Иоанна на холме Айясолук в Эфесе

Типичной является судьба Эфеса, одного из крупнейших городов Малой Азии. В период Поздней Античности это был крупный портовый город, важнейший административный, торговый и финансовый центр, место проведения двух вселенских соборов. Судя по археологическим данным, в городе велось интенсивное и высококачественное строительство. Ситуация драматически изменилась в начале VII века, что, возможно, стало одним из последствий успешных персидских вторжений. К 614 году постройки верхней агоры и роскошные дома вдоль центральных улиц были заброшены навсегда. Строения, ещё активно используемые в конце VI века были засыпаны мусором и использовались как фундамент для хижин и складов. В годы «Тёмных веков» в Эфесе была построена новая стена, охватывающая часть старого города и прилегающие холмы. Бани времён императора Констанция были разрушены, а театр и дворец разделены на небольшие частные жилища. Снабжавший весь город водой акведук пришёл в негодность, и каждая из частей города должна была решать проблему водоснабжения самостоятельно. Крупнейшая постройка византийского периода в городе — кирпичная церковь Богородицы, была вполовину меньше ранее существовавшей базилики. Кирпичная церковь, в свою очередь, тоже была разрушена и заменена небольшой часовней при кладбище. После того, как порт Эфеса был окончательно заброшен в XII веке, город целиком находился в пределах крепости на холме Айясолук. Во многих других случаях население либо полностью покидало города, либо переселялось в соседнюю крепость.
Согласно концепции Эдуарда Гиббона, обоснованной в его классической работе «История упадка и разрушения Римской империи», поздняя Римская империя находилась в состоянии непрерывного упадка, основной причиной которого было распространение христианства. Такое представление доминировало вплоть до середины XX века. Современный этап в изучении византийского города «Тёмных веков» отсчитывают от дискуссии, инициированной докладом Эрнста Кирстена на XI международном конгрессе византинистов в Мюнхене. Теория немецкого историка об отмирании античного города в период с VII по середину IX века была оспорена югославским византинистом Георгием Острогорским и американцем Робертом Лопесом, настаивавшими на непрерывности (континуитете) византийского города. Проблема вызвала особый интерес в советской литературе в связи с более общим вопросом о переходе Византии от рабовладельческого строя к феодальному. Последовательным сторонником дисконтинуитета был известный византинист Александр Каждан, ставивший вопрос следующим образом: был ли город «продуцентом», то есть мог ли он существовать за счёт собственных экономических возможностей, одновременно обслуживая деревню ремесленной продукцией, или «консументом», аккумулируя ренту-налог. В такой терминологии, по мысли Каждана, проблема сводится к выяснению, можно ли назвать византийские города «Тёмных веков» «городами нового типа», «городами-созидателями». Придерживавшийся противоположных взглядов Михаил Сюзюмов в своём анализе указывал, что город невозможно рассматривать исключительно как центр товарного производства. Соглашаясь с тем, что в рассматриваемый период имела место аграризация городов, Сюзюмов не считал это обстоятельство указанием на одновременную дезурбанизацию. По мнению уральского византиниста, «наличие пригородного сельскохозяйственного района, вовлечённого в товарное производство, является самой характерной чертой средневекового города как экономического центра». Между указанными крайними позициями было предложено множество альтернативных или компромиссных теорий. Распространённым подходом является изучение «трансформационной» динамики, когда «упадок» анализируется в рамках отдельных периодов, социальных групп и территорий, а большее внимание уделяется сохранению и непрерывности отдельных культурных практик. Применительно к городам, последователи трансформационной парадигмы исследуют континуитет отдельных городов, либо обосновывают «неестественный» характер ранневизантийской урбанизации. Сторонники различных вариантов «упадка и падения» (или «падения и упадка») среди современных исследователей также присутствуют. Резюмируя в 1999 году итог многолетних дебатов, В. Брандес заявил, что в период с середины VII по середину VIII века только 4 поселения, кроме столицы, могли претендовать на звание города — Фессалоники, Эфес, Никея и Трапезунд. К 2024 году спор между сторонниками теорий «непрерывности» и «разрывности» в развитии византийских городов не решён, и исследователям остаётся только констатировать его плодотворное влияние на научную дискуссию.
Выдвинутая шотландским археологом Уильямом Рамзаем в конце XIX века теория о влиянии изменения торговых путей, начавшегося ещё до падения Западной Римской империи в IV—V веках, не подтвердилась дальнейшими исследованиями. Французский историк Морис Ломбар связывал дезурбанизацию с экономическими факторами, в частности, крупными выплатами золотом на восток и в варварские страны. Многие исследователи упоминают влияние арабских нашествий, которые привели к значительным миграциям и изменению образа жизни, затруднили мореплавание вследствие появления арабских пиратов. Немецкий историк Эрнст Кирстен объясняет потерю городами своего экономического значения освобождением крестьян от зависимости в результате восстания узурпатора Фоки, расселением славян на Балканах и арабами на востоке. По мнению Кирстена, появление пришлого элемента привело к увеличению доли натурального хозяйства. Отмечается также культурный упадок городов, вызванный ограблением провинциальных ценностей при Юстиниане I в пользу Константинополя. Вероятно, значительным было воздействие знаменитой Юстиниановой чумы, начавшейся около 540 года и возвращавшейся в виде различных заболеваний ещё два столетия. Согласно нарративным источникам, её демографический эффект был настолько значителен, что даже в VII веке в Константинополе проживало не более 40 000 жителей. В то же время, не удалось обнаружить убедительных археологических данных, подтверждающих существенную депопуляцию, например, увеличенное число могильных надписей соответствующего периода.
Ещё одна влиятельная концепция, наиболее последовательно развивавшаяся в работах советского византиниста Георгия Курбатова, исходит из предположения, что уже в IV веке многие мелкие города пришли в упадок и исчезли. Таким образом, к VII веку процесс дезурбанизации зашёл достаточно далеко, и важную роль играли только наиболее крупные центры. Археологические указания на такую возможность обнаруживаются, в частности, в планировке ближневосточных городов, где задолго до завоевания арабами начался отход от классических широких улиц в пользу средневековых узких. В отличие от нарративных источников, нумизматические и археологические данные, как правило, не показывают заметного разрыва в проживание людей на соответствующей территории. В современной историографии было предложено несколько других подходов для описания динамики развития византийских поселений и объяснения всего комплекса источников. В результате анализа накопленных археологических данных, свидетельствующих о процветании позднеантичных городов, была выдвинута идея стремительного коллапса, вызванного неожиданными катастрофическими изменениями в окружающем мире. В частности, в 1970-х годах Клайв Фосс (Clive Foss) доказывал, что археологические данные для периода «Тёмных веков» не только полнее, но и надёжнее, чем литературные источники. По его мнению, трагическая судьба городов Малой Азии была обусловлена персидскими нашествиями и частичной оккупацией Анатолии в 615 году. Критики Фосса указывали, что взятые им в качестве примера города не обязательно являются типичными случаями.

### Возрождение городов в IX—XI веках

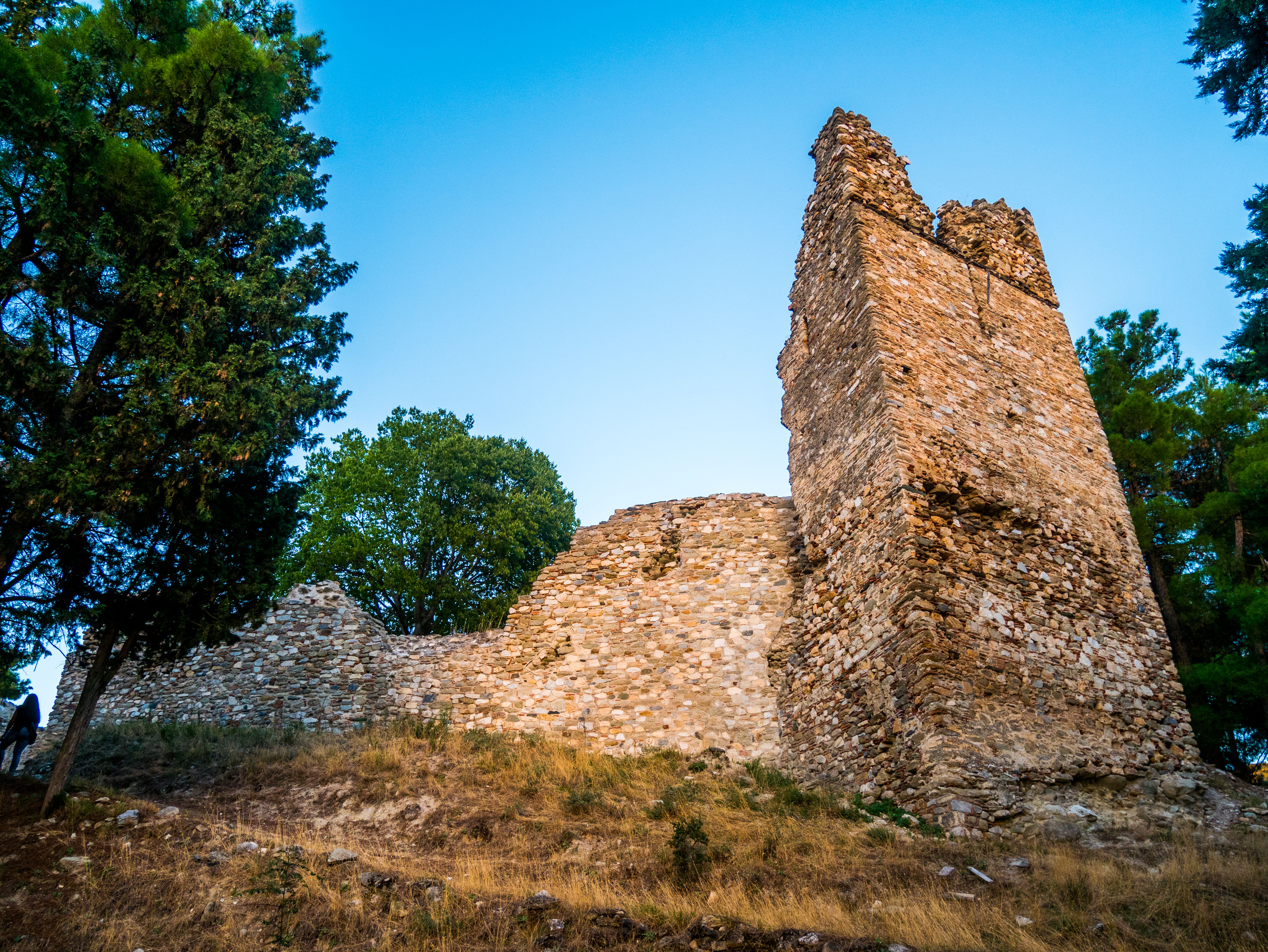
Развалины византийского замка в Сервии

Признаки возрождения городской культуры, в начале IX века наблюдаемые только в Константинополе, к XI веку становятся повсеместными. Стабилизации положения империи способствовали отсутствие династических конфликтов (Македонская династия правила с 867 по 1028 год), укрепление границ и территориальная экспансия, укрепление денежной системы после реформ императора Феофила (829—842), относительно эффективная налоговая система, устойчивое законодательство и экономическое регулирование. Археологические данные позволяют проследить процесс восстановления на территории современных Болгарии и Румынии. Были основаны новые города, например, на месте древнего Севтополя, оживилась торговля в существовавших, приобретали статус городов крепости и временные поселения, как в Пакуюл луй Соаре. В Патры вернулись жители из Калабрии, в Лакедемон из Монемвасии. Наряду с Монемвасией, судьба которой известна из «Монемвасийской хроники», посредством синэкизма после завершения «Тёмных веков» образовались Сервия, Стробилос, Преслав и множество других городов на территории современной Болгарии. Аналогичные процессы происходили на юге полуострова. В VII—VIII веках большая часть Афин была покинута жителями и, по словам Фердинанда Грегоровиуса, «город являлся как бы перегорелым шлаком идеальной жизни своего прошлого», сократившись до территории, непосредственно прилегающей к Акрополю. Возрождение началось во второй половине IX века и отмечено постройкой церкви Иоанна Мангутиса в 871 году, но восстановление благосостояния продолжалось до XII века. То же самое происходило в Коринфе и Спарте. Из других греческих областей больше всего археологических данных относятся к Македонии и Фракии. О Фессалониках, крупнейшем городе региона, источники XII века сообщают как о важном коммерческом центре. Во многих городах велось интенсивное церковное строительство.
Существенно сложнее реконструировать обстоятельства восстановления городской жизни в Малой Азии. Вероятно, только в Никее, Смирне, Анкире и Халкидоне поселения непрерывно существовали со времён Поздней Античности. Не терял городского характера также крымский Херсон. Покинутые в VII веке города были отстроены три века спустя, но в них уже не было прежней упорядоченности. Накопленные начиная со второй половины XX века археологические данные позволили сделать вывод о том, что восстановление в малоазийских городах произошло не сразу после окончания «Тёмных веков». По мнению немецкого археолога Филиппа Нивёнера (Philipp Niewöhner), в связи с временным устранением арабской угрозы византийцы утратили потребности в городских фортификациях, и только в конце XI века, когда начались вторжения сельджуков, византийцы вновь ощутили потребность в защите. В Милете не был устранён ни ущерб, причинённый персами, ни дополнительные разрушения из-за землетрясения, произошедшего в неустановленное время до XI века. Обломки Серапеума и рыночных ворот так и не были убраны, заблокировав входы в город. С приходом турок в регион Милет был заново основан под именем Кастрон тон Палатион, представляя теперь крепость и обнесённый стенами город. Крепость была возведена на самой высокой точке театра, мраморные сиденья которого были использованы как строительные блоки. Ни укрепления, ни жилые постройки в городе не соотносятся с постройками прежнего Милета. Аналогично, археологические находки в Пергаме обнаруживаются только в слоях начиная со второй половины XI века, после восстановления городской крепости, но к тому времени древний великолепный город превратился в скопление небольших жилых домов и лавок. Сарды, после длительного запустения, вновь возникли вокруг крепости как группа деревень вокруг разобранного храма Артемиды. В целом, за исключением Эфеса, Никомедии, Никеи и Атталии в средневизантийский период малоазийские города были скорее крепостями и сельскохозяйственными общинами, чем центрами торговли и ремесла.
В связи с возобновлением развития городов в конце XI века, Жильбер Дагрон ставит вопрос о том, сопровождалось ли оно соответствующим демографическим подъёмом в деревне, или же происходило за её счёт. По мнению французского византиниста, медленный рост населения в XI—XII веках наблюдался и в городах, и в сельской местности. Что касается датировки такого поворота, то символической вехой считается поражение византийцев при Манцикерте в 1071 году, вскоре после которого к власти пришла династия Комнинов. В историографии «военных» комниновских императоров, опиравшихся на региональные феодальные элиты, преимущественно сельские, обычно противопоставляют их «гражданским» предшественникам 1025—1081 годов, благоприятствовавших развитию среднего класса в городах.

### Поздневизантийский город

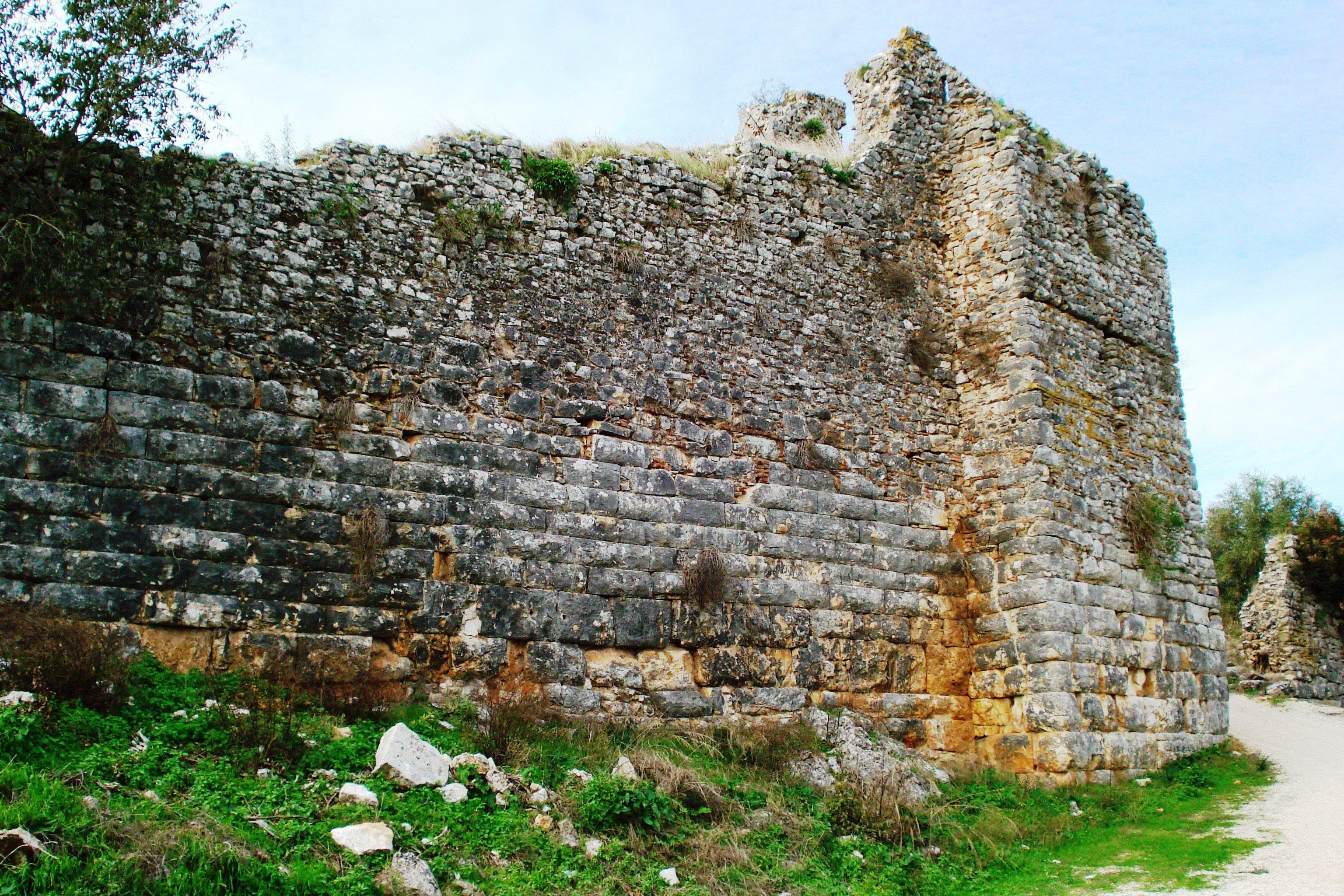
Остатки восточной стены и башни замка Роги. Первоначально крепость на этом месте была построена около 500 года до н. э., и в нижней части стены видны остатки древней кладки. Византийская крепость была основана в IX или XIV веке и заброшена в 1449 году

В XI веке города снова стали центрами гражданской провинциальной администрации во главе с судьями. Крупные фемы делились на более мелкие территории, представлявшие собой город и его окрестности. Расширение торговли с Италией в XI и XII веках, а затем Падение Константинополя в 1204 году вызывали некоторое оживление в оставшихся под контролем греков городах. В столицах Никейской и Трапезундской империй были построены многочисленные церкви и монастыри. Рост благосостояния в городах сопровождался расширением поселений за городские стены, что наблюдалось в Фивах, Монемвасии и Афинах, но этот процесс был прерван франкским завоеванием. На завоёванных крестоносцами территориях латиняне создавали автономные феодальные колонии, а венецианцы на выделенной им части Византии ввели систему самоуправляемых колоний. Обладая контролем над морской торговлей, коммерческими привилегиями и налоговыми льготами, итальянские города в Греции находись в более выгодном положении, чем византийские. Приблизительно 1348 год считается рубежом, после которого функционирование византийского государства стало неуклонно ухудшаться, процессы децентрализации ускорились и утрата чувства безопасности стала всеобщей. Наряду с депопуляцией, объясняемой в том числе влиянием эпидемии Чёрной смерти, тенденцией позднего периода было превращение городов со своими пригородами в мини-государства, изолированные от центрального правительства и, до некоторой степени, предоставленные сами себе в политическом и военном смысле. Характеристики поздневизантийского города перечисляет Михаил Хониат: типичными чертами он называл укрепления, въездной мост и многочисленное население, но предлагал и моральное определение. Своеобразие полиса, по его словам, заключается «не в крепких стенах или высоких домах, творениях плотников, как полагали древние, а в наличии благочестивых и мужественных, целомудренных и справедливых людей».
С началом турецких завоеваний основным типом поселений опять стали крепости. В одних городах, как, например, в Пергаме, были построены новые кастроны, в других спешно чинили старые. Усилившаяся потребность в безопасности привела к оставлению в 1264 году Лакедемона и основанию Мистры, а также появлению крепостей Еракион, Мухли, Роги и Ангелокастро. В последние столетия существования Византии вторым по значению городом стали Фессалоники, несколько десятилетий в XIII веке бывшие столицей независимого государства и упрочившие своё положение после падения Адрианополя в 1362 году. Город являлся центром владений младших членов правящей династии и имел собственный сенат. В XIV веке Фессалоники переживали свой золотой век, став важнейшим интеллектуальным и культурным центром, временами затмевая Константинополь. Хотя для палеологовской Византии термины «полис» и «кастрон» считаются идентичными, последний сохранял фортификационные коннотации, и полисами без каких-либо уточнений считались только Константинополь и Фессалоники; их жители назывались πολῖται или ἕποικοι, тогда как жители прочих городов были καστρηνοί. По сравнению с предшествующей эпохой размер городов сильно сократился. В начале палеологовской эпохи население столицы, возможно, превышало 100 000 человек, но к моменту захвата города турками в 1453 году оно сократилось вдвое. Такого же порядка значения для Фессалоник — около 40 000 человек после перехода под венецианское управление в 1423 году и ещё меньше ко времени оккупации турками. Население ни одного из прочих городов не превышало 10 000 жителей.
Поздневизантийский город продолжал оставаться центром производства и распределения материальных благ, сосредоточием мастерских, складов и меняльных лавок, торговых площадей и гаваней. В то же время города приобретали черты деревни. Оба «мегаполиса» были заполнены садами и наполовину пустели во время сбора урожая. В поздний период в византийских городах приобрели экономическое значение поселения различных социоэтнических групп, прежде всего евреев. Еврейская иммиграция после окончания власти латинян могла быть частью усилий императора Михаила VIII по оживлению экономической жизни столицы. При первых Палеологах еврейский квартал вернулся в черту города, получив синагогу, стены и собственные ворота. Став центром выделки шкур и кожи, еврейский квартал навлёк на себя обвинения в стремлении распространить среди христиан чуму посредством зловония. Известно о еврейских общинах и в других городах, но подробности специфики их хозяйственных занятий не известны, равно как и не сохранились каких-либо материальных свидетельств их пребывания в византийских городах. Значительным влиянием в палеологовском Константинополе обладали различные группы латинян — венецианцев, пизанцев, каталанцев, имевших собственные органы власти и не подчинявшихся византийским законам. Греческие города, желая эффективно конкурировать с латинянами, пытались договаривался с императором об экономических льготах, прежде всего освобождении от налогов. Хорошо известны привилегии Монемвасии, важного морского порта Морейского деспотата, которые город получал в конце XIII — середине XV веков. В 1284 году император Андроник II отменил для горожан налоги с поместий и на торговые операции внутри города. Ещё более значительным было пожалование в 1316 году, когда размер налога с монемвасийских торговцев был снижен с 2 % до 1 %, а также полностью были отменены налоги и прочие платежи на деятельность на обширной части побережья.

## Власть в городах

### Значение городов в империи
Как отмечает А. Джонс, Римская империя была аггломерацией городов, самоуправляемых общин, ответственных за управление своей территорией. Крупнейшие города имели значение как административные центры диоцезов или провинций. Для прилегающих территорий города выступали экономическими центрами, с провалом в период «Тёмных веков». С VII века власть начала переходить к столичной бюрократии, а города утратили административное значение, оставшись лишь местом, где находились резиденции губернаторов и епископов. Тем не менее, прежние представления о значении городов продолжали существовать, что нашло отражение в упорядоченном по старшинству списке городов из «De Thematibus» Константина Багрянородного. С переходом управления империей на фемную систему, в крупных городах разместились казармы и военное руководство региона. К X—XI веку «городская меритократия» трансформировалась в провинциальную аристократию.

### Местное самоуправление

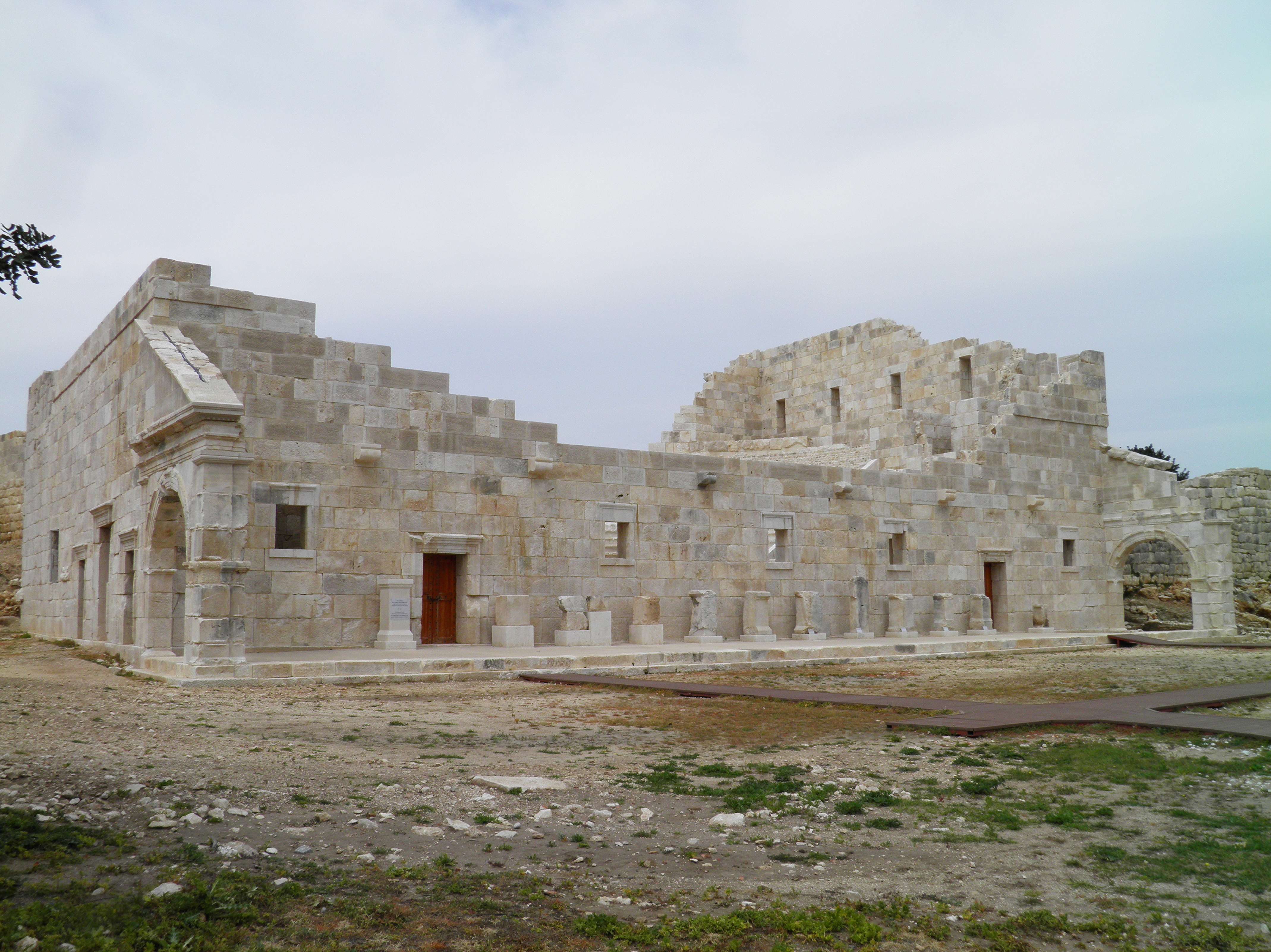
Булевтерий в Патаре, современная реконструкция. В византийскую эпоху здание служило в качестве углового бастиона

Во времена Фукидида городской совет (буле, др.-греч. βουλή) был одним из многих демократических органов местного самоуправления. В период Римской империи все они исчезли, и власть в городах оказалась советов, называемых теперь куриями, объединяющих от 80 до 600 человек в зависимости от размера города. Членство в курии было пожизненным и предполагало наличие собственности, прежде всего недвижимости. Начиная с III века курии начали прекращать своё функционирование, заменяясь разнообразными группами влиятельных лиц без определённых критериев формирования. Причиной являлось отсутствие заинтересованности состоятельных горожан в получении статуса декуриона — несение высоких расходов на сооружение и поддержание муниципальных зданий, устроение торжеств и зрелищ (эвергетизм), подвергание себя риску столкнуться с возмущением сограждан, не удовлетворённых достигнутым результатом, вознаграждалось лишь почётом и уважением в городе. Более привлекательной альтернативой было вступление на императорскую службу или церковная карьера. Питер Браун обращает внимание, что налоговые функции куриалов, их участие в сборе податей с городов, были не очень важны в масштабе империи, поскольку в IV веке доля городского населения в бюджете не превышала 5 %. Существенно более важной задачей было обеспечение спокойствия в городах. Поскольку значительную часть своих доходов землевладельцы получали, продавая продовольствие горожанам по ценам, нередко превышающим возможности беднейших слоёв населения, их часто объявляли виновниками голода, если таковой случался. В то же время гражданские власти не имели в своём распоряжении военной силы, поскольку армии, как правило, квартировались на значительном удалении от городов. Таким образом, в случае кризиса городская верхушка могла рассчитывать только на свои ораторские способности.
Связь отмены местного самоуправления при Юстиниане с «демонументализацией» городов была впервые подмечена А. Джонсом, а затем на основе нумизматических и эпиграфических данных уточнена А. Кажданом, Г. Острогорским и В. Либешюцем. В V—VI веках политическая жизнь в городах практически прекратилась, что проявилось в исчезновении памятников в честь местных политических деятелей. Декурионы из политической элиты превратились в группу наследственных функционеров, достижения которых не заслуживали увековечивания. В провинциальных городах монументальное строительство перешло в ведение императорских чиновников, и, видимо, в то же время основной единицей управления стали провинции, а не города. Законодательные акты теперь провозглашались в адрес провинциальных собраний. В обычных городах, не являющихся центрами провинций, прекратилась практика возведения монументов в честь императоров и губернаторов. Неспособность городских собраний организовывать дорогостоящие мероприятия была заметна уже в начале V века. В столицах провинций затраты на организацию зрелищ брали на себя губернаторы, причём нередко — за счёт средств, собранных другими городами провинции. Губернаторам приходилось также финансировать экстраординарные закупки продовольствия в случае голода, возведение памятных сооружений в честь прибытия императора и т. п. Поскольку самые состоятельные граждане уклонялись от занятия высоких постов в городах, на их место приходили люди умеренного достатка, не имевшие возможности противостоять влиянию имперских чиновников. Необходимость в «защитнике города» (defensor Civitatis) на Западе была осознана не позднее 409 года, тогда как на Востоке это произошло почти на столетие позже. В 505 году Анастасий I дал право духовенству и крупным землевладельцам избирать закупщика зерна (др.-греч. σιτώνης) в случае голода, а в 545 году Юстиниан I расширил их полномочия на должности куратора (curator) и «отца города» (pater civitatis). Юстиниан отмечал также ошибочность ситуации, когда на должность дефенсора избирались люди незначительные. Его решением было осуществлять избрание на основе ротации среди важнейших жителей города. Неизвестно, насколько эффективным оказался такой подход. Утрату городами экономической независимости довершило введение при Анастасии должности виндиков (vindices), отвечавших в каждом городе за сбор налогов и распределение доходов.
Со времён правления императора Василия II (976—1025) и до захвата Константинополя крестоносцами в 1204 году система провинциального управления Византии функционировала без значительных изменений. Продолжался процесс измельчания фем, из крупных военно-политических единиц вырождавшихся в небольшие области вокруг городов. Сами города не рассматривались как отдельные единицы с особым статусом. Составленный победителями в октябре 1204 года план раздела завоёванной империи включает перечни поселений различных типов с использованием терминологии, заимствованной из византийских налоговых перечней. Для городов (civitas) это πόλις и κάστρον. Со второй половины XIII века под управлением губернатора, называемого теперь кефалом, находился кастрон и его ближайшие окрестности. Вероятно, в никейский период (1204—1261) гражданская и военная сферы управления в городе были разделены, и последняя находилась в ведении кастрофилакса, но в XIV веке вся полнота власти была сосредоточена в руках кефала. Некоторые элементы городского управления, характерные для Константинополя, существовали и в других городах. В VIII—IX века эпарх был также в Фессалониках. В его ответственность входил сбор налогов и контроль импорта из Болгарии. Позднее в городе функционировал сенат, компетенция которого в точности не известна. Вероятно, в его рамках представители аристократических семей города вместе с кефалом обсуждали и решали местные проблемы. Дополнительно во время кризисных или особенно важных ситуаций действовало общее собрание горожан. Во время гражданских войн такие собрания собирались в Водене (1328) и Адрианополе (1341), а в Янине собравшиеся избрали совет архонтов.

### Городская элита
Уклонение куриалов от выполнения своих обязанностей приняло форму бегства элиты из городов. Археологические данные по византийской Анатолии показывают происходивший одновременно рост благосостояния деревень, проявившийся в интенсивном использовании мрамора при постройке церквей начиная примерно с 400 года, и упадка городов. Количество сельских поселений в окрестностях Эзани в V—VI веках удвоилось. В то же время в городах прекратилось возведение крупных домов с перистилями, и построенные ранее приходили в запустение. Исход из городов традиционной городской элиты привёл к появлению новых людей, занявших официальные должности, а затем инвестировавших свои доходы в землю. Формально состав городской элиты, пришедшей на смену куриалам, не был определён. В период Поздней Античности представителей группы влиятельных в городе лиц обозначали различными общими выражениями (proteuontes, andres dokimoi, primates или, совсем общо, possessores et habitatores). Принадлежность к группе городской олигархии определялась по наличию выдающегося богатства или влияния, без ограничения на количество участников (5 «приматов» Александрии составляли, видимо, исключение). В некоторых случаях представители элиты имели право участвовать в заседаниях суда. Детальная информация о том, как осуществлялось управление городами, известна только для Египта. Согласно сохранившимся документам, города подразделялись на «дома», принадлежавшие знатным семействам, таким как Апионы. Они выдвигали своих представителей в органы налогового администрирования, возглавляемые пагархом, и другие, о которых известно меньше. Для столичной аристократии раннего периода было предложено несколько вариантов классификации. Согласно Дж. Б. Бьюри, к элите принадлежали также высшие чиновники, профессора университета и занимавшие высшее положение врачи. Немецкий историк Виктор Шульце в 1913 году к высшему сословию отнёс сенаторов, купцов и крупных владельцы эргастириев. В дальнейшем многие исследователи выделяли только сенаторскую аристократию. С VI века к ней принадлежали только иллюстрии, так как клариссимы и спектабили ещё в середине V века потеряли право заседать в Сенате и получили право покинуть Константинополь.
В результате сложных процессов выросла роль христианских епископов в городах. Английский антиковед Питер Браун увязывает данную динамику с агрессивно продвигаемыми притязаниями духовенства на роль главного защитника бедных. Не все проживающие в городе считались его гражданами (составляли его «демос», др.-греч. δῆμος) и могли претендовать на участие в распределении благ. Как минимум, необходимо было быть потомком гражданина и удовлетворять некоторым имущественным критериям, в частности, исключались бездомные и неимущие. Соответственно, условием получения помощи от богатых было не наличие потребности в бесплатном хлебе, а принадлежность к семье граждан города и членство в определённой социальной группе. Хотя неимущие не являлись предметом интереса правителей городов, их число росло, и к концу IV века проблема поддержания порядка в городах стояло крайне остро. Традиционными способами умиротворения были предоставление народу «хлеба и зрелищ». Однако, если на последние допускались все желающие, то для получения бесплатного хлеба требовалось доказать свою принадлежность к демосу города. Церковь, накопив значительные богатства, дала возможность епископам через механизмы благотворительности обеспечивать отсутствие бунтов со стороны низших классов. Вместе с монахами они смогли претендовать на то, чтобы представлять позицию городов перед императором, особенно в случае восстаний. Характерным примером, демонстрирующим, каким образом церковная власть, формально находясь вне формальных правительственных структур, могла влиять на настроение городской толпы, является «восстание статуй» в 387 году в Антиохии. Даже при Юстиниане, желавшем встроить епископов в городскую администрацию, степень участия в муниципальных заботах оставалась личным выбором каждого священнослужителя. Тем не менее полномочия, которыми обладали епископы в городах, были весьма обширны, позволяя полноценно выступать в качестве защитника горожан от притеснений чиновников. Такое положение сохранилось и в позднейшие периоды; хорошо документировано участие афинского митрополита Михаила Хониата в защите своей паствы от хищнических посягательств светских сборщиков налогов. В начале X века, после формальной отмена курий императором Львом VI, город лишился институционально определённой элиты, в результате чего епископ стал естественным муниципальным лидером.
Существенной была власть наследственной городской знати. Писатель XI века Кекавмен, автор известных «Советов», предупреждал о возможных затруднениях чиновника, которой попытается выступить против них. Даже поддержка некоторых групп населения не смогла бы защитить такого чиновника от унизительной порки или острижения волос, а если бы он преуспел, то потерпевший временное поражение аристократ обратился бы с жалобой к императору. Власть городского магната основывалась на признании населением прошлых заслуг его семьи и не была совершенно надёжной. Император мог также пожаловать целый город знатному византийцу или иностранцу. Так, в конце XI века Фессалоники были пожалованы соратнику Алексея I Комнина Никифору Мелиссину, а Трапезунд Феодору Габре, чьи потомки продолжили править в городе. В многочисленных восстаниях XI—XII веков землевладельцы и городское население часто выступали совместно на стороне узурпаторов. Пребывание поздневизантийских аристократов значительную часть года в своих городских резиденциях или пригородных поместьях повышало потребление в городах и приносило прибыль городским торговцам.
В произведениях поздневизантийских авторов встречаются упоминания о некоторых рудиментах городского самоуправления. Архиепископ Евстафий Солунский в XII веке упоминает о неких избираемых на год «добрых людях», которых можно видеть на рынке и у городского совета дающими обывателям советы по вопросам брака, торговли и заключения договоров. Несмотря на изданный при Льве VI запрет, городские собрания изредка собирались до XII века; Михаил Хониат осуждал их как шумные и безумные сборища. На влияние городских корпораций Константинополя указывают факты обращения в их адрес императоров второй половины XI века. В первой половине XIV века, в период продолжительных гражданских войн, источники начинают уделять внимание городскому среднему классу, «средние» (mesoi). Один из интеллектуалов палеологовской эпохи, Алексей Макремволит, написавший около 1343 года «Разговор между богатыми и бедными», помещает их между «богатыми», идентифицируемыми как богатые торговцы и предприниматели или земельная аристократия, и «бедными», мелкими торговцами и ремесленниками. Такая стратификация просуществовала не долго, до тех пор, пока в середине того же века, утратив свои земельные владения в результате сербских и османских завоеваний, аристократы активно не включились в торговлю и банковское дело.

## Городское пространство

### Принципы градостроительства

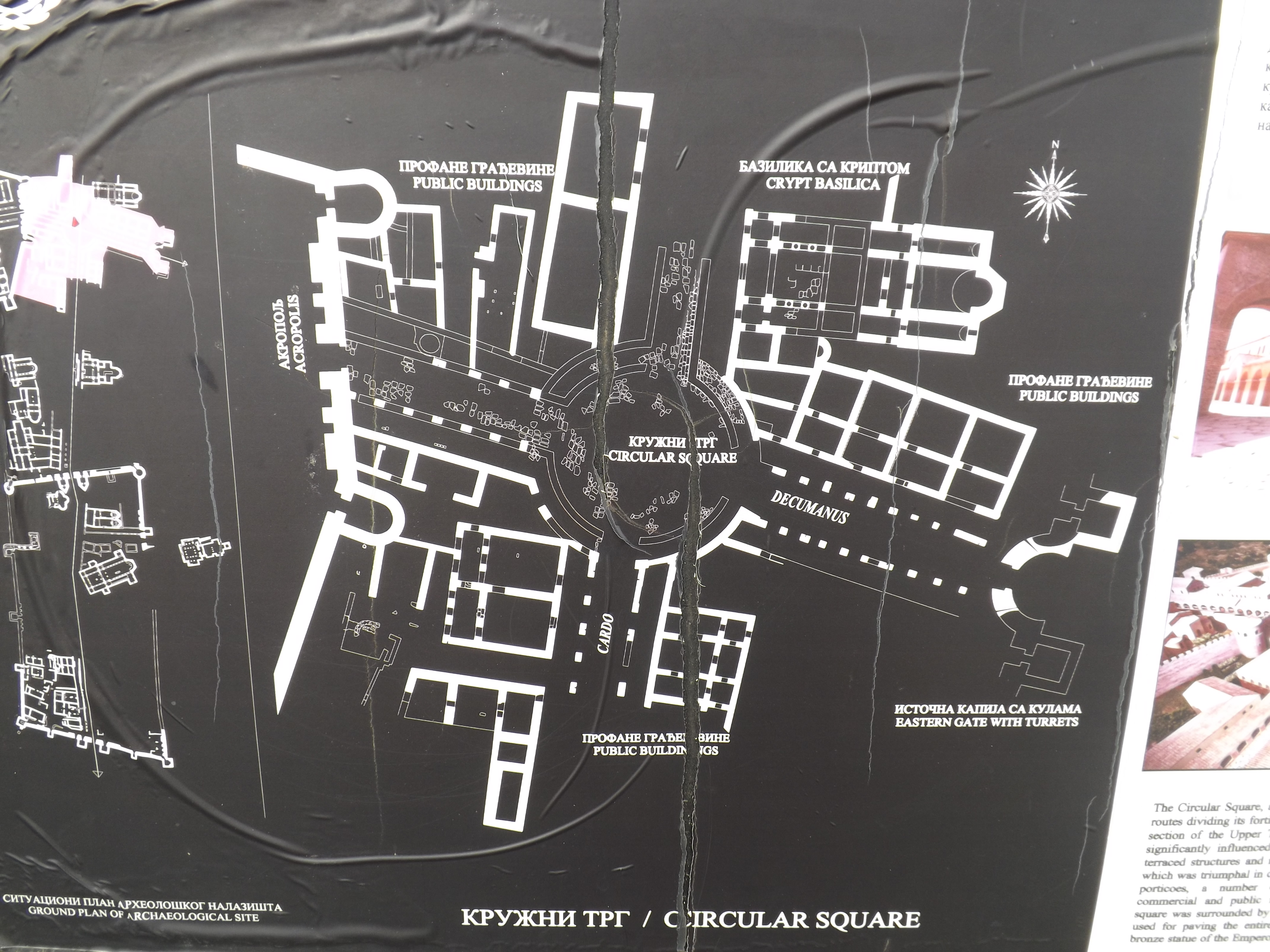
План центральной части Юстинианы Примы

В Древней Греции были выработана принципы городской планировки, позднее ставшие стандартом в Средиземноморье. Их ключевыми особенностями было наличие широких мощёных улиц, украшенных колоннадами (стоа) и портиками, прямоугольных открытых пространств и монументальных общественных сооружений. Одним из принципов, которым руководствовались византийцы в планировке городов, была имитация древности. Очевидным примером являются форумы Константинополя, построенные в подражание аналогичным сооружениям Рима, с целью подчеркнуть политическую преемственность двух столиц. Наподобие форума Траяна были организованы площади в городах Сирии — Антиохии, Дамаске, Филиппополисе Аравийском и Герасе. Городские пространства Юстинианы Примы, одного из немногих городов, основанных в византийский период, моделировались по образцу форума Константина. Ряд законов IV—V веков касались эстетического восприятия городов, запрещая разрушать бронзовые и мраморные украшения публичных зданий. Здания в городском центре должны были способствовать украшению и удовольствию горожан. В середине VI века классическое ви́дение города сохраняло свою актуальность, и придворный историк императора Юстиниана I Прокопий Кесарийский так описал реконструкцию, проведённую в Антиохии после разрушений, вызванных захватом города персами в 540 году: «[император] разделил город площадями и галереями, наметил улицами все проходы, провёл водопроводы, устроил фонтаны и цистерны. Он построил в городе театры и бани и все то, чем может гордиться город, украсив его и всякими другими общественными постройками, в чём обычно проявляется благосостояние и богатство города». Впрочем, как отмечает британский историк Хью Кеннеди, описание Прокопия не следует считать ни типичным для городов Сирии, ни достоверным.

Планировка основанной в XIII веке Мистры напоминает города Тосканы и Лигурии

О принципах византийского градостроительства известно только из книги Юлиана Аскалонита «О городском благоустройстве Палестины». Трактат, составленный в VI веке в качестве руководства по строительству в палестинском Аскалоне, имел хождение как минимум до середины XIV века. Основной своей задачей автор видел минимизацию ущерба существующим структурам и их владельцам в ходе строительства, а также распределению прав и ответственности между всеми участниками процесса. В частности, при проектировании бани, то есть пожароопасного сооружения, при выборе расстояния между домами следовало учитывать этажность и наличие глухих стен у прилегающей застройки. Для постройки булочной, работающей чаще всего в ночные часы, Юлиан предлагал выбирать возвышенное, хорошо просматриваемое место. В трактате рассмотрены и способы предотвращения ущерба окружающим от вибрации при производство гипса, зловония и шума. Если неудобства окружающих от тех или иных производств являлись непереносимыми, как например, зловоние при производстве солений, их следовало размещать в пригородах. Некоторые виды производств, такие как изготовление стекла и кузнечное дело, были в городах запрещены. Публичные дома нельзя было устраивать в тавернах и жилых домах — запрет касался только городов, в сельской местности применение этого правила оставлялось на усмотрение местных властей.
Только в редких случаях можно с некоторой точностью восстановить планировку византийских городов. Имеющиеся фрагментарные археологические данные позволяют утверждать, что улицы были узкие, редко прямые и непостоянной ширины; иногда встречались тупики. Античные городские оси кардо и декуманус, проводимые в подражание римскому каструму, сохранялись только в Никее и Мессене, где использовались до XVII века. Из новых городов они обнаруживаются в построенном при Юстиниане I Царичин-Граде (Юстиниане Приме). В редких случаях можно выделить главную улицу города, и столько же редко улицы получали имена. Общая планировка производит беспорядочное впечатление, что не удивительно с учётом исторических обстоятельств. Иногда, как в Сардах и Коринфе, город распадается на отдельные части, сосредоточенные вокруг некоторого центрального ядра. Следы античной регулярной планировки обнаружены в Фессалониках (где основной магистралью продолжала служить Эгнатиева дорога), Родосе, Синопе и Херсоне.

### Общественные сооружения и общественная жизнь

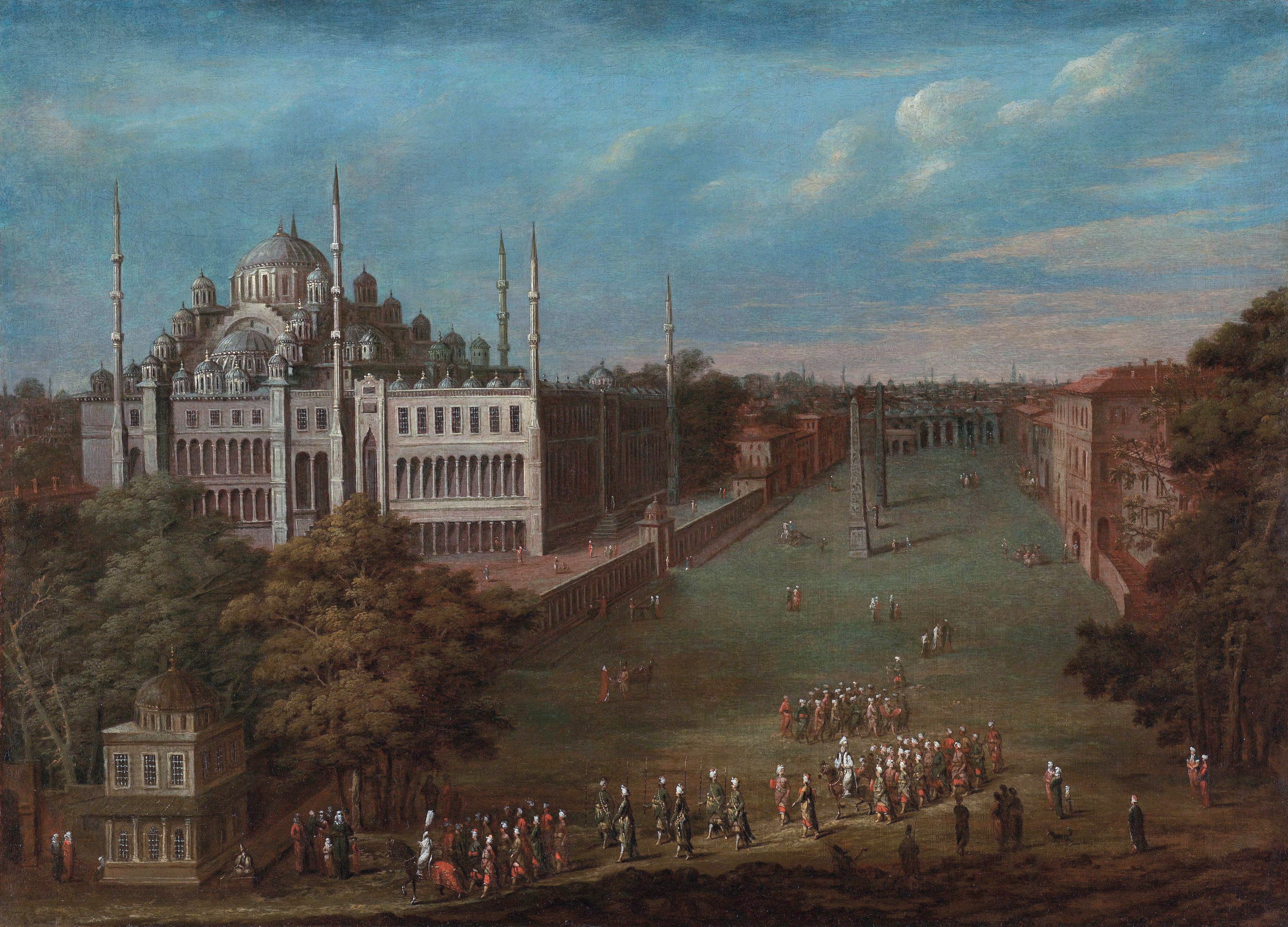
Константинопольский ипподром на картине XVIII века

В ранний период византийцам было доступно три типа развлечений: мимы и пантомимы, дававшиеся в театрах, проводившиеся в амфитеатрах бои диких животных и гонки колесниц на ипподромах. Представления с животными не пользовались значительной популярностью в Восточной империи и к VI веку прекратились. В крупных провинциальных центрах театры и ипподромы вмещали десятки тысяч человек — 80 000 в Антиохии, 24 000 в Эфесе. В византийский период возведение театров прекратилось. В Сирии последний театр был построен при императоре Филиппе I Арабе в середине III века, и археологические данные не подтверждают свидетельство Прокопия Кесарийского о постройке театра в ходе восстановления Антиохии. Напротив, есть следы заселения и застройки театров или, как в Кесарии Палестинской, включения их в городские укрепления. Некоторые литературные данные подтверждают тенденцию. Так, в 502 году император Анастасий I, возможно по просьбе местного духовенства, запретил весенние празднества в театре Эдессы. Персидские вторжения начала VII века положили конец театральным представлениям в сохранившихся к тому времени театрам, но скачки в городах восточного Средиземноморья продолжались даже после их мусульманского завоевания. Проведение мимов и пантомим было запрещено в конце VII века 51 правилом Трулльского собора. Относительно судьбы скачек высказываются различные мнения, но как о массовом виде развлечения о них за пределами ипподрома Константинополя начиная со средневизантийского периода не известно.

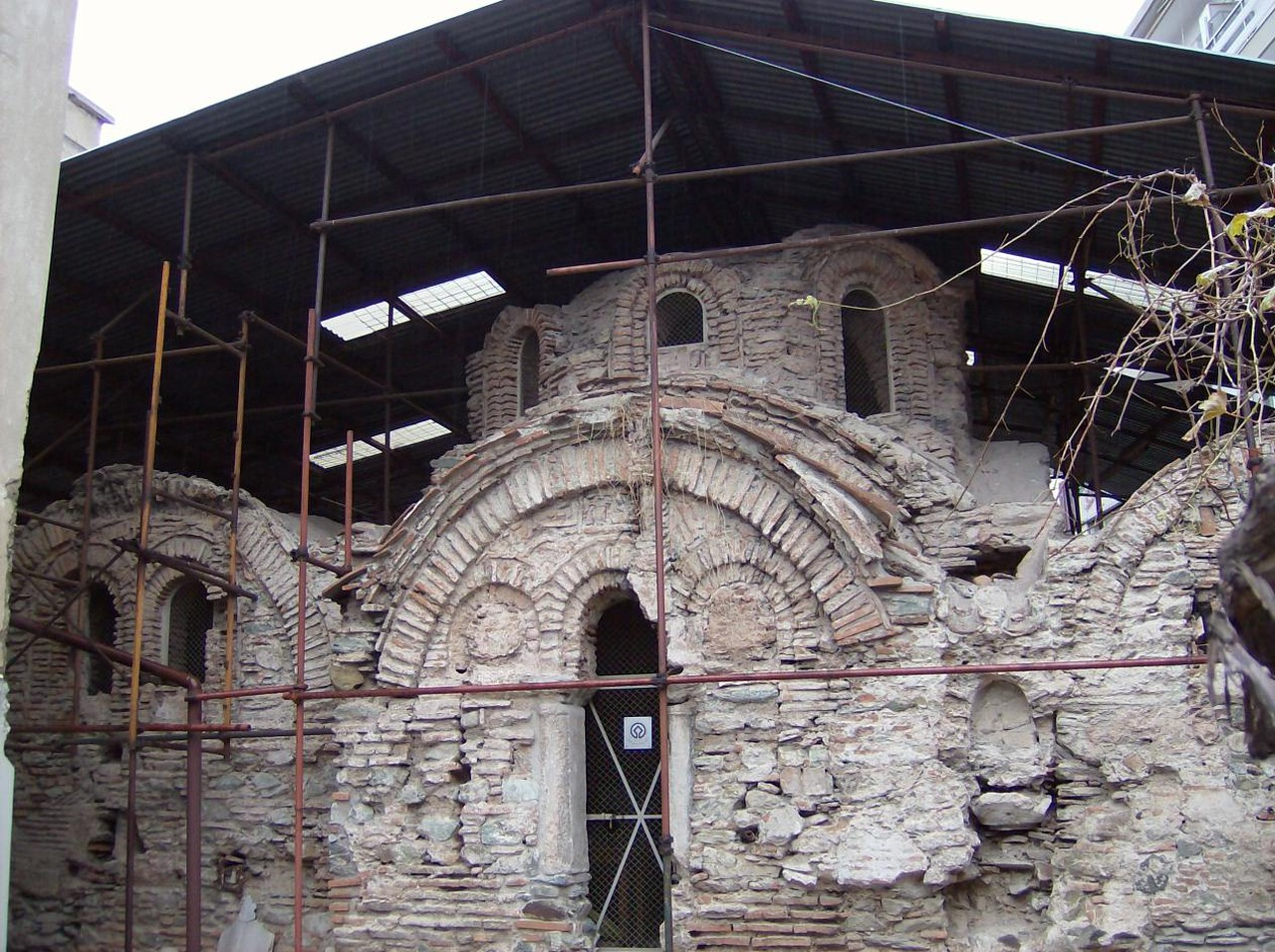
Византийские бани Фессалоник включены в список Всемирного наследия ЮНЕСКО в 1988 году. Фото 2008 года

Британский византинист Сирил Мэнго называет общественные бани, наряду с общественными развлечениями, одним их наиболее явных отличий городской жизни от сельской в период Античности. Термы являлись необходимой часть жизни древних греков и римлян, предоставляя возможность реализовать греческий идеал телесного здоровья, общаться с друзьями, обсуждать политические вопросы и устраивать дела. Планировка ранневизантийских бань отличалась от античных — в них исчез занимавший наибольшую площадь фригидарий, который как раз и был центром общественной жизни, остальные помещения стали мельче и примерно одинакового размера. В начале V века бани были популярны даже среди духовенства, и известно об одном епископе, который утверждал, что «он моется дважды в день, потому что в третий раз не успевает». С другой стороны, ранние монастырские уставы запрещали полное мытьё тела, а многие христианские авторы осуждали купание, особенно для женщин. В IV веке прекратили функционировать связанные с общественными банями гимнасии. На основании литературных и археологических данных известно, что бани функционировали в византийских городах до VI или VII века. Наиболее полно сохранились свидетельства о банях Константинополя. Согласно источнику первой половины V века Notitia Urbis Constantinopolitanae их в 14 районах города насчитывалось 9. Тот же источник насчитывает 153 частные бани (balneae privatae). Это были небольшие, часто всего лишь двухкомнатные постройки без бассейна. За посещение частных бань их хозяин взимал с посетителей плату, в то время как общественные бани содержались за счёт государства. Ни об одной из бань, перечисленных в Notitia Urbis Constantinopolitanae, не известно после VIII века. В гипокаусте бань Дагисфея, начатых при Анастасии и законченных при Юстиниане I, в начале IX века проживал монах. В роскошных банях Зевксиппа, также построенных при Юстиниане, ещё в 713 году мылся император Филиппик, но уже вскоре они были превращены в бараки и тюрьму и использовались в таком качестве до XIII века. Программа муниципального строительства императора Василия I включала в себя церкви, монастыри и госпитали, но не бани. Единственным местом, где сохранилась традиция роскошного омовения, остался Большой дворец, в котором было несколько бань. Поздневизантийские авторы продолжают упоминать бани в рамках традиционных риторических фигур, наряду с театрами, как примету настоящего города.
Города по-прежнему нуждались в водоснабжении, однако возведение новых акведуков (за исключением Фив, Аргоса и Мистры) и больших цистерн прекратилось в средний период. Обнаруженные византийские цистерны либо изначально строились для частных домов, либо перестраивались из античных с учётом уменьшившихся потребностей. В некоторых городах смогли обеспечить функционирование старых акведуков. В 768 году император Константин V привлёк 6700 каменщиков из Фракии, Греции, Азии и Понта для восстановления разрешённого в 626 году акведука Валента. В Кесарии Палестинской акведук эксплуатировался до VII века, в Гортине на Крите до XI века, как и акведуком Адриана в Афинах. Там где это было возможно — пользовались природными источниками (Коринф).

## Христианство и город

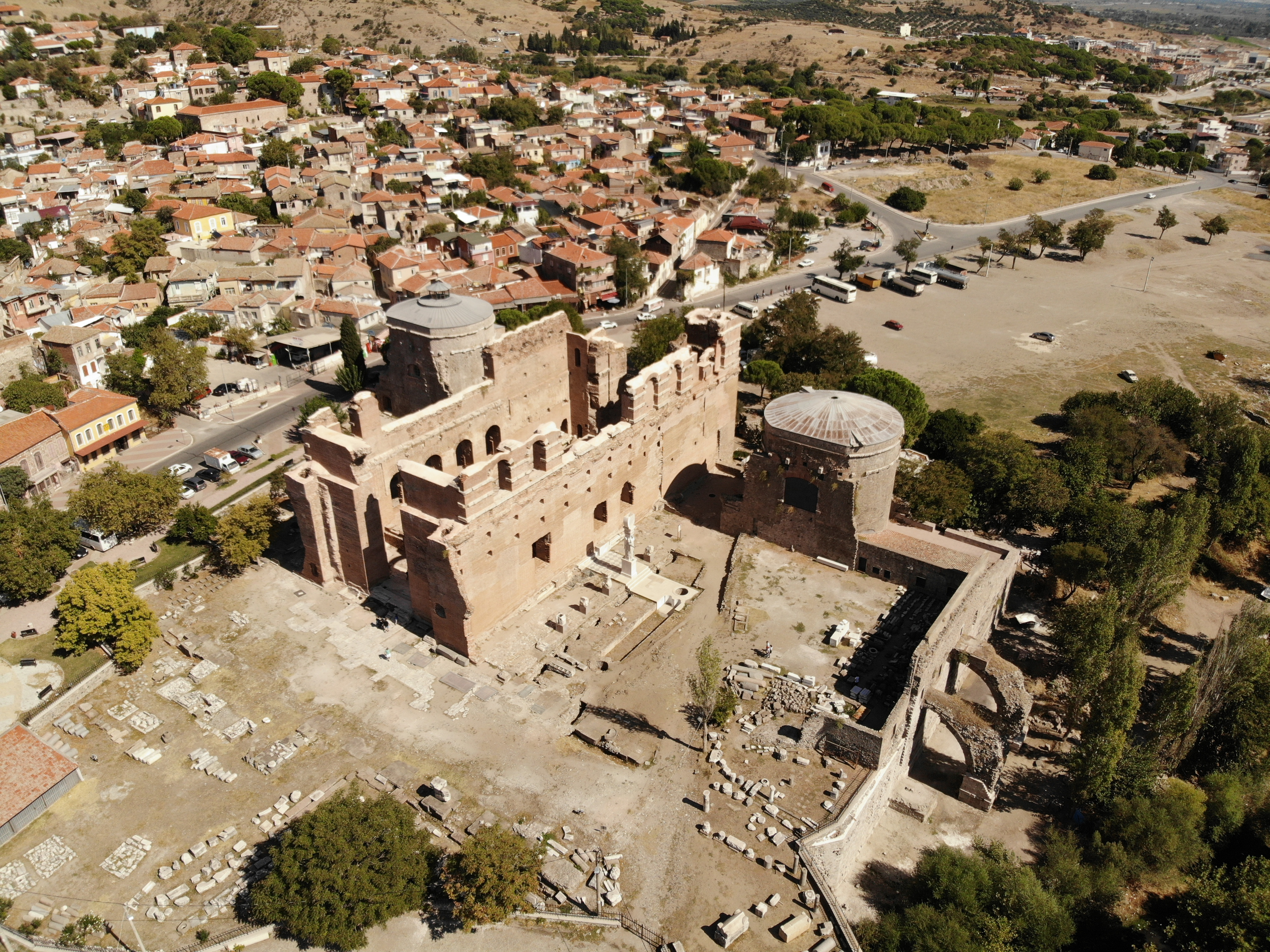
Перестроенная из посвящённого египетским богам римского храма, Красная базилика была архитектурной доминантой Пергама

Христианство провозглашало новые идеалы и социальные ценности, противоположные античной городской культуре. Агиография IV — начала V веков изображает город исключительно в негативном свете, как место греха, где невозможно достижение святости. Постепенно в городах появлялись мартирии, базилики и монастыри, сначала в предместьях, потом в центре городов и на главных улицах. Языческие храмы приходили в запустение и разрушались, их декоративные элементы (лат. spolia) шли на постройку церквей. К 400 году городское пространство было слабо заполнено церквями. Первые христианские храмы Константинополя были возведены при Константине Великом, но ещё долгое время их число не росло. Император Феодосий I распорядился построить три новые церкви, поощрял строительство монастырей и мартириев. Тогда же, в последних декадах IV века, в городах и деревнях Малой Азии началось монументальное церковное строительство. К концу IV или V века христианские храмы начали появляться в центре города, и к VI веку византийский город стал полностью христианским. Постепенно укреплялась связь понятия город с его церковным статусом. Святые и монахи стали всё чаще приходить в города, как сирийский святой VI века Симеон Юродивый, избравший Эмесу местом своего духовного подвига. Ко времени правления императора Зенона (474—491) все римские полисы имели своего епископа. Большинство городов, названных так хронистом начала IX века Феофаном Исповедником, имели епископские кафедры.
Британская исследовательница Лесли Брубейкер предполагает, что с переходом от античного города к средневековому городу публичная жизнь видоизменилась, а не атрофировалась. Новой формой использования городского пространства в Константинополе стали императорские и религиозные процессии. Первые из них, эволюционировавшие из ритуалов триумфа, с течением времени встречались всё реже и имели тенденцию к перемещению с улиц на ипподром. Религиозные процессии впервые упоминаются в начале V века в связи с устроенными Иоанном Златоустом ритуальными шествиями в честь переноса мощей мучеников. Согласно Брубейкер, константинопольский епископ хотел таким образом подчеркнуть отличительные черты христианского города, славного не своими колоннадами, а святыми реликвиями. Религиозные процессии не были ни исключительно столичным явлением, ни исключительно городским, начавшись в городе они могли переходить в пригород и возвращаться обратно. В городе маршрут процессии делился на участки церквями или иными достопримечательностями, в сельской местности, как например на существовавшей с конца V века «святой дороге» из Антиохии в монастырь Калъат-Симъан, граничными камнями или колоннами. Привлекательность города с точки зрения паломничества, например, связь с каким-либо святым, давала дополнительные возможности для процветания.
Особенностью периода Поздней Античности, которой нет удовлетворительного объяснения, является возникновение в ряде провинций крупных деревень с каменными постройками, чего не наблюдалось во времена принципата. Есть примеры как совместного процветания таких деревень и соседнего города, так и доминирования деревни. Одной из причин этого явления может быть распространение аскетизма и монашеского движения, тяготевшего к сельской местности. Получая пожертвования, монастыри строили здания, ранее для деревень не характерные. Как следствие, многовековая культурная и политическая монополия городов была нарушена. В средний период множество монастырей было построено в городах но, как правило, за пределами оборонительных стен. В отличие от Западной Европы, византийские города не имели главного (кафедрального) собора. Вместо этого городское пространство наполняли небольшие церкви разнообразных форм, приходские, частные и монастырские. Также церкви возводились на кладбищах. С церквями и монастырями были связаны разнообразные благотворительные учреждения (госпитали, приюты, дома престарелых и т. п.), но большая часть информации о них относится к Константинополю.

## Социальная география Византии

### Общие принципы
Историческая география Византии является одним из важнейших аспектов, оказывавших влияние на жизнь византийцев. Общие принципы социальной географии Византии к настоящему времени не сформулированы но, по мнению Александра Каждана, следует учитывать несколько важных обстоятельств. Прежде всего, отмечает исследователь, требует объяснения, каким образом на географически фрагментированной территории Греции и Малой Азии смогли сформироваться политически разобщённые античные города-государства и автократическая Византийская империя. Другой существенной особенностью является отсутствие связи между прибрежными городами и внутренними районами. В качестве транспортных путей не использовались ни горные реки Пелопоннеса и Анатолии, пересыхающие летом и выходящие из берегов в дождливый сезон, ни крупные приграничные реки, такие как Дунай и Евфрат, пересекаемые только наступающими варварами. Сухопутные торговые пути проходили по горам со всеми вытекающими неудобствами, и большее значение имели морские коммуникации. С наступлением «Тёмных веков» наметилась тенденция к перемещению прибрежных городов вглубь суши. Таким образом поступили жители Коринфа и Эфеса и ряда других небольших городов. Возникновением угрозы морскому судоходству со стороны арабских пиратов во второй половине VII века не полностью объясняет данный феномен, поскольку перемещения городов начались несколько раньше.
Византийцы имели своеобразное представление об идеальных условиях жизни. Как и повсеместно в Средние века, отношение к пространству имело эмоциональную окраску. Если население Западной Европы воспринимало пространство в оппозиции поля и леса, а Ближнего Востока противопоставляло оазис и пустыню, для византийцев противоположными были понятия города и гор или, в более широком смысле, нецивилизованной территории за пределами ойкумены. Идеальный город должен был находиться в зоне умеренного климата, иметь в своём распоряжении достаточное количество питьевой воды, плодородную орошаемую почву и фруктовые сады. Горы, напротив, понимались как места, наполненные дикими зверями и разбойниками что, впрочем, делало их подходящим местом для святых и отшельников. В энкомиях и экфрасисах палеологовской эпохи города восхваляются за архитектурные достоинства, прежде всего за свои церкви и крепостные укрепления, интеллектуальные и духовные интересы жителей.

### Количество и распределение городов
Составленный в конце IV века перечень Notitia Galliae насчитывает в 17 провинциях Галлии 114 городов (civitas), 7 каструмов и 1 порт (portus). Для восточной части империи географический трактат первой половины VI века «Синекдем» указывает около 1000 городов. В некоторых регионах число городов было относительно мало, а размер прилегающей сельской территории, соответственно, большим. Такое положение возникало вследствие консервативной политики римского правительства, с одной стороны признававшей статус местных общин на завоёванных территориях и, с другой стороны, избегавшего предоставлять городской статус новым образованиям. Для Африки списка римских городов не сохранилось, но согласно сообщению Плиния, после завоевания Римом провинция насчитывала не менее 516 общин, из которых 6 были колониями, 15 муниципиев, 32 оппида, а остальные мелкими племенными поселениями. Для поздней империи известно свыше 500 епископств в африканских провинциях. Вполне вероятно, однако, что резиденции епископов находились не только в городах, а в некоторых случаях в одном городе их могло две. Около 60 диоцезов имели центром поместья, а некоторые города в церковном отношении были подчинены крупным митрополиям. На Балканском полуострове существовал значительный контраст между Иллирией и Фракией на севере и Македонией и Пелопоннесом на юге. Ко времени римского завоевания северная часть полуострова была слабо заселена: за исключением основанных греками городов на побережье Чёрного моря большая часть населения была сосредоточена в немногочисленных крупных деревнях. Хотя римляне продолжили прибрежную цепь поселений вдоль Дуная, городов внутренней части региона оставалось по-прежнему мало. Автор «Бордоского итинерария», совершивший около 333 года паломничество из Бордо в Иерусалим, называет на своём пути из Аквилеи до Константинополя только 16 городов, половина из которых сосредоточена на дунайском участке между Мурсой и Виминациумом. «Синекдем» называет 21 город во всей Дакии и 55 во Фракии, половина из которых располагались на побережье. Другая ситуация была в Македонии, где Плиний насчитывал 150 городов, и на Пелопоннесе. К крупным городам относились Фессалоники, Афины и Коринф, но большинство поселений были не более, чем деревнями с прославленными названиями, многие из которых исчезли к V веку.
Контраст, подобный балканскому, наблюдался в Малой Азии, где в правление Селевкидов росли и процветали несколько сотен общин западной и южной частей полуострова. Плиний говорит о 282 населённых пунктах в Азии и 195 в Галатии. Как и в других частях империи, диапазон их размеров простирался от высокоорганизованных городов до примитивных горных племён, построивших крепость на холме. Напротив, в диоцезе Понт, включающем исторические области Вифиния, Каппадокия, Понт и Пафлагония, на момент аннексии Римом существовало мало городов. Для повышения управляемости обширной территории было основано ещё несколько, но общее количество так и осталось незначительным, и бордоский путешественник называет всего 11 городов на 560-мильном пути из Халкидона к Киликийским воротам. В юго-западных провинциях Малой Азии (Кария, Ликия и Писидия) ко времени правления Юстиниана I количество городов уменьшилось с более 500 в период раннего Принципата до примерно 330. Изменение числа связывают с объединением и исчезновением мелких городов. Свои контрасты были и в диоцезе Восток, с его горными (Исаврия, Киликия) и приморскими (Сирия, Палестина, Финикия, Аравия) провинциями.
Исходя из византийского понимания полиса как местоположения епископской кафедры, разнообразные церковные списки иерархов могут рассматриваться в некотором приближении как списки городов. Для периода начиная с VII века речь идёт прежде всего о списках участников вселенских и поместных соборов; эти списки собраны в сборники Notitiae Episcopatuum. Даже для соборов конца VII века в них приводятся сотни наименований городов (157 для Третьего Константинопольского собора 680—681 годов, 200 для Трулльского собора 691—692 годов), что в ранних исследованиях интерпретировалось как доказательство городского процветания. В дальнейшем было показано, вначале для подвергшихся вторжению славян Балкан (18 епископов на указанных соборах), а затем и для других частей империи, что во многих случаях епископы были вынуждены покинуть свои города. Участие 365 епископов на Втором Никейском соборе, включая 12 новых митрополий, в 787 году демонстрирует признаки восстановления после «Тёмных веков» во Фракии, Македонии и центральной Греции. В единственном вселенском соборе IX века, Четвёртом Константинопольском соборе (879—880), приняло участие 383 епископа. Notitiae Episcopatuum на начало X века перечисляет 139 балканские иерархов, 442 из Малой Азии, 22 с Родоса и других островов, и 34 из Сицилии и Южной Италии.
Единственным в своём роде является перечень важнейших 20 городов «Азии», включённый в трактат Константина VII «Об управлении империей». Все перечисленные города, начиная с Эфеса, Смирны и Милета и до Лебедоса относятся к расположенной в юго-западной части Малой Азии Фракисийской фемы. Затруднительно использование списка Константина для понимания положения дел в регионе после окончания «Тёмных веков», в силу наличия неточностей, сложно объяснимых для такого информированного человека, которым должен был быть византийский император. Так, под двенадцатым номером упоминается не существующий на момент составления списка город Колоссы — к X веку на его месте возник другой город, Хоны. Если составитель взял за основу старый перечень, который он пересортировал и немного осовременил, то вызывает вопросы отсутствие ряда городов. Например, довольно значительными в древности и в XII—XIII веках были Филадельфия, Магнезия и Антиохия на Меандре.

## Хозяйственная жизнь городов

### Ремесло и торговля

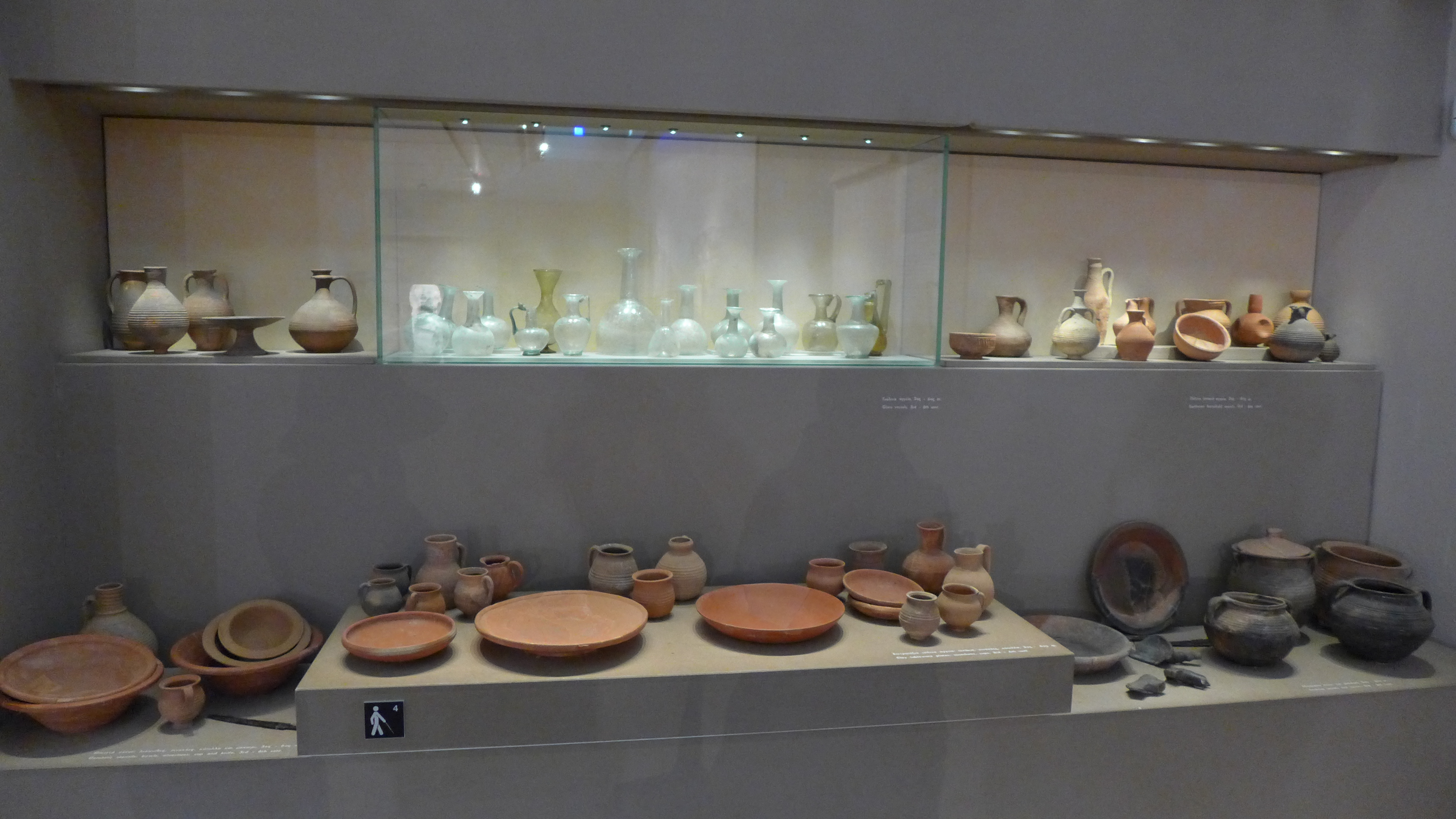
Стеклянные и керамические изделия, Музей византийской культуры, Фессалоники

Если ранневизантийский город представлял собой «паразитический» центр потребления изымаемых их деревни излишков, то для среднего периода археологические и нарративные источники показывают картину города как активного центра производства. Города различались по степени своего экономического развития. Некоторые являлись центрами определённых производств, как, например, Тарс и Скифополис, знаменитые своими льняными тканями, или были значительными портами, как Карфаген или Эфес. Основным центром производства керамических изделий всегда был Константинополь, где производились различные типы гончарных изделий. Столичные гончары вместе со своими коллегами из Коринфа практически полностью удовлетворяли потребности империи и продавали свою продукцию в Венецию и на Ближний Восток. Большинство видов изделий из стекла также производилось в Константинополе и Коринфе. Стеклянную посуду изготавливали также в Сардах и Амории и, возможно, в Херсоне.
Столичные ремесленники и торговцы были организованы в гильдии, подчинявшиеся эпарху города. Гильдии регулировали принятие новых членов, обеспечивали их обучение и представляли интересы своих членов во взаимоотношениях с прочими гражданами, собирали средства на организацию церемоний или процессий. Членство в гильдии предоставлялось не обязательно владельцу мастерской или лавки-эргастирия, но и ремесленнику или уполномоченному хозяином рабу. Многие гильдии имели руководителя, подотчётного эпарху, но некоторые, в частности, торговцы шёлком, подчинялись эпарху напрямую. В «Книге эпарха» приводятся разнообразные регуляторные ограничения для предотвращения возможных мошенничеств и злоупотреблений. Наивысшим статусом среди ремесленников обладали аргиропраты, занимавшиеся ювелирным делом, обменом монет и ростовщичеством, и трапезиты, также предоставлявшие финансовые услуги.
Как правило, города имели рынок, на котором крестьяне продавали излишки продукции и покупали изделия, которые не изготавливали деревенские мастера. Жители Константинополя и Фессалоник предпочитали покупать продовольствие не на городских рынках, а в пригородах. Согласно источнику начала IX века «Книге эпарха», крестьяне могли свободно приезжать в город продавать свои товары. Законодательный сборник того же времени Василики уточняет, что допускалась не только личная продажа производителем, но и через посредника. Вероятно, византийцы по возможности предпочитали обходиться возможностями собственного хозяйства, по мнению А. Каждана, по причине недоверия к рыночной торговле, согласно Жильберу Дагрону — желая минимизировать монетарный обмен. Кекавмен советовал хорошему хозяину всё необходимое производит для себя самому, а если же без рынка было не обойтись, то проявить осторожность. Подобными соображениями, видимо, руководствовался анонимный автор «De obsidione toleranda», перечисляя ремесленников, необходимых городу для успешного противостояния осаде. Типикон монастыря Богородицы Космосотиры предписывал игумену покупать масло один раз в год, когда оно самое дешёвое, но не у торговцев, а тех, кто его привозит. Качество продаваемой продукции тоже вызывало вопросы, и архиепископ Евстафий Солунский, живя в столице, гордился плодами своего сада, не переходящими через множество рук прежде чем попасть к его столу. Торговля осуществлялась либо на постоянных торговых рядах, расположенных вдоль главной улицы, либо через временные прилавки, устанавливаемые на рыночной площади, по традиции называемой агорой. Сезонные ярмарки устраивались ежегодно в дни праздников в честь святого покровителя города. Число ярмарок сократилось в VII и вновь начало расти в X веке.

### Положение пригородов
Между городскими и сельскими жителями римских civitas не было разницы в правовом отношении, все они после 212 года были гражданами империи. Принадлежность к городу определялась не местом жительства или наличием в нём собственности, а происхождением — человек был гражданином города, если его отец, или в случае вольноотпущенников господин, был гражданином того же города. Проживая в другом городе человек принимал в нём некоторые обязанности, но не терял связи с родиной. Помимо городов существовали и другие структурные единицы — деревни, отличающиеся от городов отсутствием советов, и поместья, управляемые как частное имущество императора (res privata).
Большой византийский город был экономически связан со своими окрестностями, откуда преимущественно осуществлялось снабжение продуктами питания. В административном отношении, как и в античности, пригороды подчинялись городу, находясь с ними в одном правовом положении. Применительно к Константинополю, юрисдикция префекта города распространялась на территорию в 100 миль в окружности. Основной пригородный район на западе находился до VI века в пределах Длинных стен, а позднее расширился. К пригородам Константинополя, участвовавшим в снабжении единственного византийского мегалополиса, относились также Никомедия, Пруса и Никея. Общий принцип организации пригородов из источников не известен. Зачастую земли, связанные с городом в хозяйственном отношении, назывались проастиями, что означало «загородный дом». По мнению М. Я. Сюзюмова, в период «Тёмных веков» сельскохозяйственное производство проастиев являлось основным поставщиком товаров в городах. Историк обращает внимание, что когда современники говорят о богатстве какого-либо города, они молчат о сапожниках и ткачах, но говорят об обилии в пригородных районах виноградников, скота, оливковых рощ, садов, огородов и хозяйств, поставляющих разнообразную продукцию. Преимущественная связь проастиев с городом признаётся не всеми исследователями. В папирусах VI‒VII веков проастиями называли сельские резиденции без всякой связи с пригородами, с VIII века такое словоупотребление стало общеупотребительным.
Большая часть территории вокруг столицы находилась в собственности государства или лично императора и его семьи. В государственной собственности находились все военные сооружения. На находящихся в собственности императора пастбищах паслись табуны казённых лошадей. В пригородах находились многочисленные императорские дворцы, как на европейском берегу Босфора, так и на азиатском. Крупными землевладельцами в окрестностях столицы были монастыри и храм святой Софии, благотворительные учреждения (приюты, госпитали).
Помимо опасных и зловонных производств, вынесенных за пределы города по рекомендации Юлия Аскалонита, в пригородах могли находиться мастерские каменотёсов, горшечников, изготовителей корзин и скульпторов, а также скотобойни. Производство шёлка, которое после утраты Сирии было сосредоточено в Константинополе, в XI—XII веках переместилось в окрестности мелких городов Пелопоннеса (Коринф, Спарту и Фивы). Там обосновались еврейские ремесленники, которые в силу правовых ограничений не могли работать в столице.
Потеря Египта в середине VII века стимулировала развитие зернового хозяйства во Фракии и Анатолии. Перемолка зерна в муку могла осуществляться в городе, но с распространением водяных мельниц, которые могли быть установлены не везде, профессии мельника и булочника разделились. Пригородные сады были окружены стенами и имели сторожей, которые камнями отгоняли птиц и воров. Богатые сады в окрестностях Константинополя принадлежали Студийскому монастырю. Во времена Юстиниана I профессия садовода пользовалась почётом, а сами они объединялись в особую коллегию. При Комнинах, однако, о садоводах в источниках говорится как о людях бедных, принадлежащих к низам общества. К числу зловонных пищевых производств, вынесенных за пределы города, относились производство оливкового масла, сыра, маринадов и копчёностей.